# Liste von Audio-Fachbegriffen
Die Liste von Audio-Fachbegriffen stellt spezifische sowie in der Fachliteratur gebräuchliche Begriffe der Tontechnik, Tonstudiotechnik und Elektroakustik als Glossar zusammen.
Nicht aufgeführt werden allgemeingültige bzw. mittelbare Begriffe der Kategorien Akustik, Physik, Schall, Elektrotechnik, Informatik, Kommunikation, Ensembles, Musiktheorie und Harmonielehre. Ebenso werden Bestandteile der Liste von Musikinstrumenten nicht hier aufgeführt.

## 0–9
- 1/f-Rauschen, auch rosa Rauschen – Rauschen, das mit steigender Frequenz abnimmt.
- 1/f²-Rauschen, auch braunes Rauschen oder rotes Rauschen – Rauschen mit einem Amplitudenverlauf umgekehrt proportional zum Quadrat der Frequenz.
- 3:1-Regel – Regel zur Mikrofon-Positionierung.
- 3D-Sound – siehe: ↓ Raumklang.
- 5.1 (sprich: „fünf punkt eins“), genauer Surround-Sound 5.1 – bezeichnet Mehrkanal-Tonsysteme.

## A
- A-Bewertung – siehe: ↓ Frequenzbewertung, vgl.: dB(A).
- AB-Mikrofonverfahren, AB-Stereofonie, siehe: Laufzeitstereofonie – ein Stereo-Aufnahmeverfahren.
- Abbildungsbereich – ein Begriff aus der Stereowiedergabetechnik.
- Abbildungsbreite – ein Begriff aus der Stereowiedergabetechnik.
- Abhörlautstärke – ein Begriff zur Findung von Lautstärken, üblicherweise bei Abmischung oder Mastering im Tonstudio.
- Abhörraum – siehe: Tonstudio → Regieraum.
- Abhörverstärker – für die Wiedergabe von ↓ Audiosignalen in Tonstudios optimierter ↓ Audioverstärker.
- Abklingzeit (engl.: decay) – die Zeit, bis der Nachklang eines ↓ Audiosignals (fast) nicht mehr hörbar ist, siehe: ↓ ADSR.
- Abmischung – Zusammenfügung einzelner Tonspuren zu einer Einheit bzw. Stereo-Summe; siehe: ↓ Mischpult.
- Abschattung – siehe: Schallschatten, ein Gebiet verminderten ↓ Schalldrucks auf der schallquellen-abgewandten Seite eines Hindernisses.
- Abschlusswiderstand – siehe: ↓ Eingangswiderstand.
- Abschwächer – siehe: ↓ Dämpfungsglied.
- Absenzfilter – eine in der Tonstudiotechnik benutzte ↓ Filteranordnung zur Klanggestaltung.
- Absorber – siehe: Schallabsorption, Schalldämpfung; siehe auch: Absorption (Physik)
- Absorptionsfaktor, Absorptionsvermögen – siehe: Absorptionsgrad → Schallwellen, Größenangabe eines absorbierten am gesamten Schall.
- Abstandfaktor – vgl. Hallabstand, ist diejenige Entfernung von der Schallquelle, bei der der ↓ Direktschallpegel gleich dem ↓ Raumschallpegel im ↓ Diffusfeld ist.
- Abstandsdämpfung – siehe: Abstandsgesetz – beschreibt den Betrag der Abnahme einer physikalischen Größe (zum Beispiel Schalldruck, Schallschnelle) in Abhängigkeit von der Entfernung zur Quelle oder zum Sender.
- Abstrahlcharakteristik – siehe: ↓ Richtcharakteristik.
- Abtastfrequenz, Abtastrate, auch: Samplingrate, Samplerate – die Häufigkeit, mit der ein kontinuierliches hier: Audio-Signal in einer vorgegebenen Zeit (digital) abgetastet wird.
- Abtastung – siehe: Abtastung (Signalverarbeitung).
- ABX-Test – Verfahren zur Bestimmung eines Faktors, der einen hörbaren Einfluss auf ein ↓ Audiosignal hat.
- Achsenwinkel – Begriff aus der Stereo-Aufnahmetechnik. Es ist der Gesamtwinkel zwischen den Hauptachsen zweier Mikrofone, siehe: Intensitätsstereofonie.
- Achtercharakteristik – beschreibt die achtförmige ↓ Richtcharakteristik eines Mikrofons.
- AD-Wandler (auch A/D-Wandler) – steht für Analog-Digital-Umsetzer. Wichtige Komponente jedes tontechnischen Geräts, das analoge in digitale Audiosignale umwandelt (insb. Soundkarten).
- Adaption (Akustik) – das Absinken der Hörempfindlichkeit bei Erregung des Gehörs über einen längeren Zeitraum mit einem frequenz- und pegelkonstantem Dauersignal.
- ADAT – siehe ↓ Alesis Digital Audio Tape.
- Additive Synthese – eine Methode der synthetischen Klangerzeugung; wird beispielsweise in Synthesizern eingesetzt.
- ADSR – steht für die vier (idealisierten) Phasen der Hüllkurve von Tonlautstärken: Attack (Anstieg), Decay (Abfall), Sustain (Halten), Release (Freigeben).
- AES/EBU – Bezeichnung einer Schnittstelle zur Übertragung digitaler Audiosignale.
- AES42 – Standard für den Anschluss digitaler Mikrofone, basierend auf AES3.
- After Fader Listening (AFL) – engl. für Abhören hinter dem Fader – Funktion am ↓ Mischpult, das ↓ Audiosignal am Ende eines Kanalzugs zu prüfen.
- Akustische Impedanz – Zusammenfassung aller Widerstände, die der Ausbreitung von Schwingungen in einem bestimmten Umfeld entgegenwirken.
- Akustische Leistung – vgl. Die Schallleistung einer Schallquelle ist eine akustische Größe.
- Akustische Rückkopplung (engl.: Feedback) – ein Audio-Effekt durch Bildung einer Rückkopplungs-Schleife, zum Beispiel zwischen einem verstärkten Mikrofon-Signal und den Lautsprecherboxen, die es wiedergeben.
- Akustischer Fingerabdruck – ein digitaler Code zur Charakterisierung eines Klangs oder einer Audioaufnahme unter Berücksichtigung spezieller akustischer Gegebenheiten.
- Akustischer Kurzschluss – eine Verminderung der Schallabstrahlung von schwingenden Flächen.
- Akustischer Verstärker siehe: ↓ Audioverstärker.
- Akustisches Übersprechen – unerwünschte gegenseitige Beeinflussung eigentlich unabhängiger Signalkanäle.
- Akustischer Wirkungsgrad – ist bei Schallquellen das Verhältnis zwischen der zum Zwecke der Schallerzeugung aufgenommenen elektrischen oder mechanischen Leistung und der abgestrahlten Schallleistung.
- Alesis Digital Audio Tape (ADAT) – ein Standard der Mehrspur-Aufnahmetechnik.
- Alias-Effekt, Aliasing, Aliasing-Effekt – beim digitalen Abtasten auftretender Fehler; Spiegelverzerrungen durch zu niedrige ↑ Abtastrate. Siehe auch: Abtastrate → Audiotechnik.
- Ambience – engl. für ↓ Raumklang.
- Amplitudenvibrato – vgl. Tremolo, sinusförmige Modulation der Amplitude eines Signals.
- Analog-Digital-Umsetzer – technisches Gerät oder Komponente zur Umwandlung analoger in digitale Audiosignale.
- Analogsignal – eine Form eines (hier: akustischen) Signals mit stufenlosem, unterbrechungsfreiem Verlauf.
- Anfangszeitlücke (ITDG = Initial Time Delay Gap) – ist die Zeit, die zwischen dem Eintreffen des ↓ Direktschalls und dem Eintreffen der ersten ↓ Reflexion liegt.
- Anpassung – siehe: ↓ Spannungsanpassung.
- Anpassungsdämpfung – Dämpfung durch Reflexion; Bei jeder Schnittstelle bildet der Ausgangswiderstand der Quelle mit dem Eingangswiderstand der Last eine Anpassungsdämpfung.
- Anwendungssoftware, Apps – siehe fachbezogen: Kategorie:Musiksoftware, siehe auch: Kategorie:Freie Audiosoftware.
- Äquivalenz (Tontechnik) – bedeutet die Gleichwertigkeit von gleichsinnig wirkenden ↓ Laufzeitdifferenzen und ↓ Pegeldifferenzen bei Lautsprechersignalen.
- Äquivalenzstereofonie – ist ein Aufnahmeverfahren bei der Mikrofonierung zur Lautsprecherstereofonie. Bei dieser Methode werden gleichsinnige und frequenzneutrale Interchannel-Pegeldifferenzen ∆ L und gleichzeitig die Interchannel-Laufzeitdifferenzen ∆ t in einem Hauptmikrofonsystem verwendet.
- Assignment – Zuordnung eines Kanalzugs am ↓ Mischpult zu Subgruppen oder der Hauptsumme.
- Atmo – In der Tongestaltung bei Film, Funk und Fernsehen nennt man (diffuse) Hintergrundgeräusche kurz Atmo.
- Attenuator – siehe: ↓ Dämpfungsglied.
- Attacktime – Anstiegszeit der Hüllkurve, siehe: ↓ ADSR
- Audio – (lateinisch: ich höre) – Bestandteil von Wörtern, die mit Hören oder Tontechnik zu tun haben.
- Audio-CD (Compact Disc Digital Audio) – optisches Speichermedium.
- Audioaufnahme – siehe: Tonaufnahme bezeichnet im weitesten Sinn die Aufzeichnung von Schall.
- Audiodatei – eine Datei, die Audio-Daten wie Musik oder Sprache enthält.
- Audiodatenkompression – Bezeichnet Verfahren um digitale Audiodaten in ihrer Größe zu reduzieren.
- Audioeditoren – Anwendungsprogramme, um ↓ Audiosignale digital aufnehmen, bearbeiten und wiedergeben zu können.
- Audiogramm – (Tonaudiogramm, Reintonaudiogramm [RTA], Hörkurve) – beschreibt die frequenzabhängige Hörempfindlichkeit eines Menschen.
- AudioID – ein akustischer Fingerabdruck, der eine eindeutige Erkennung Audiosignalen (zum Beispiel Musikstücken) ermöglicht.
- Audiokompression →

1. siehe: Kompressor – dient der Einschränkung des Dynamikumfangs eines Signals.
2. siehe: Audiodatenkompression – bezeichnet Arten der Datenkomprimierung, um digitale Audiodaten in ihrer Größe zu reduzieren.
3. siehe auch: Kategorie:Audiokompression.

- Audiopegel – siehe: ↓ Bezugspegel – ist ein mehrdeutiger, meist lautstärkenbezogener Begriff aus der Tontechnik.
- Audio-sink (Audiosenke) – Der Empfangsteil eines Audio-Streams, also zum Beispiel ein Kopfhörer
- Audio-source (Audioquelle) – Die Quelle eines Audio-Streams, also zum Beispiel ein Mikrophon
- Audiosignal (auch Tonsignal) – ist ein elektrisches Signal, das akustische Informationen transportiert.
- Audioübertrager – wird ein Transformator genannt, der primär zur Informationsübertragung von analogen oder digitalen Audiosignalen dient.
- Audioverstärker – ein breitbandiger, verzerrungsarmer Verstärker für Wechselspannungen im hörbaren Niederfrequenz-Bereich i. d. R. von 20 Hz bis 20 kHz.
- Auditive Wahrnehmung – bezeichnet die (menschliche) Sinneswahrnehmung von Schall.
- Aufnahmebereich ist in der Stereoaufnahmetechnik derjenige Gesamtwinkel, in dem sich die aufzunehmenden Schallquellen befinden.
- Aufnahmekopf – ein Magnetkopf zur Speicherung von Schallsignalen in der Magnetschicht eines Tonbands.
- Aufnahmeraum – siehe: Tonstudio → Aufnahmeraum.
- Aufnahmestudio – siehe: Tonstudio.
- Aufnahmewinkel – siehe: ↑ Aufnahmebereich.
- Aufzeichnung, magnetisch – siehe: Magnetaufzeichnung.
- Aural Exciter – ein musikalisches ↓ Effektgerät, das den Hochtonanteil eines ↑ Audiosignals künstlich erzeugt.
- Ausbreitung – siehe ↓ Schallausbreitung.
- Auralisation – ein Verfahren, das eine Hörbarmachung eines Raumes unter Berücksichtigung seiner geometrischen und akustischen Eigenschaften ermöglicht.
- Ausgangswiderstand – Der Ausgangswiderstand Ri charakterisiert den Ausgang eines elektronischen Gerätes bei Belastungsänderung.
- Ausdehnungsbereich – der sich ergebende sichtbare Gesamtwinkel des Orchesterbereichs, also der Grenzen des Musik-Ensembles, vom Standpunkt des Mikrofonsystems aus gesehen.
- Ausgangsimpedanz – siehe: Ausgangswiderstand Ri. Wird auch mit Innenwiderstand oder Quellwiderstand bezeichnet.
- Ausleger (Tontechnik) – Stützmikrofone die zum Hauptmikrofonsystem gehören.
- Auslenkamplitude – siehe: Auslenkung
- Aussteuerung – So wird in der Tontechnik die Einstellung des elektrischen Signalpegels genannt.
- Aussteuerungsbereich oder Aussteuerbereich ist jener Bereich von Augenblickswerten, den die Eingangsgröße einer Anordnung hat oder bei Einhaltung vorgegebener Bedingungen haben darf.
- Aussteuerungsgrenze siehe: Vollaussteuerung – Vollaussteuerung gilt als das Erreichen des größten unverzerrt übertragbaren Pegels.
- Aussteuerungsmesser – ein Messgerät zur Kontrolle der Lautstärken-Aussteuerung bei Tonaufnahmen.
- Aussteuerungsreserve, engl.: Headroom – bezeichnet den Unterschied zwischen Nennpegel und technischem Maximalpegel.
- Auto-Tune – automatische Tonhöhenkorrektur
- Autolocator – Kontrollgerät für Bandmaschinen.
- AUX-Eingang – bezeichnet einen Signaleingang für externe Geräte.

## B
- B-Bewertung – siehe: ↓ Frequenzbewertung.
- Bändchenmikrofon – dynamisches Mikrofon, bei dem die Membran ein im Zickzack gefalteter Aluminiumstreifen ist.
- Badewannenfilter – besondere ↓ Bandsperren, welche den mittleren Frequenzbereich eines ↑ Audiosignals im Verhältnis zu den tiefen bzw. hohen Tonfrequenzen dämpfen.
- Balanceregler stellt bei einem Stereo-Verstärker das Verhältnis der Lautstärkepegel der beiden Tonkanäle zueinander ein.
- Balun – (englisch balanced-unbalanced) ist in der Tontechnik ein Bauteil zur Wandlung zwischen einem symmetrischen Signal und einem asymmetrischen Signal.
- Bandbreite – ↓ Filter sind charakterisiert durch die Bandbreite, die Mittenfrequenz und die obere und untere Grenzfrequenz.
- Bandpass, Bandpassfilter – ein ↓ Filter, das nur Signale eines Frequenzbands passieren lässt.
- Bandsperre – ein ↓ Filter, das ein bestimmtes, meist breites Frequenzband abschwächt und im Grenzfall nicht passieren lässt.
- Bark, Bark-Skala – eine psychoakustische Skala für die wahrgenommene Tonhöhe.
- Basisbreite →

1. der reale oder virtuelle Abstand der zwei zur Stereofonie-Wiedergabe erforderlichen ↓ Lautsprecher.
2. der Abstand zweier zur stereofonen Aufzeichnung verwendeter ↓ Mikrofone.

- Bass (Akustik), Bassbereich – der tiefliegende Frequenzbereich des vom Menschen hörbaren Frequenzspektrums.
- Bassabsenkung – die frequenzabhängige Verminderung der Lautstärke im Bassbereich eines ↑ Audiosignals.
- Bassanhebung – die frequenzabhängige Vergrößerung der Lautstärke im Bassbereich eines ↑ Audiosignals.
- Bauakustik – ein Gebiet der Bauphysik und der Akustik, das sich mit der Auswirkung der baulichen Gegebenheiten auf die Schallausbreitung beschäftigt.
- Beamforming – als Mikrofonierungsverfahren (Mikrofonarray, „akustisches Teleskop“) – wird zum Beispiel dann eingesetzt, wenn Messungen in der Nähe des Messobjektes nicht möglich sind, wie zum Beispiel bei landenden Flugzeugen.
- Bel – eine Hilfsmaßeinheit zur Kennzeichnung von Pegeln. Meist verwendet als Dezibel (dB), also 1/10 Bel.
- Beschallung, Beschallungsanlage – elektrisch Anlagen, die ↑ Audiosignale verstärken und mittels ↓ Lautsprechern der menschlichen Wahrnehmung zugänglich machen.
- Beschallungstechnik – siehe: Kategorie:Beschallungstechnik.
- Beurteilungspegel – ein Maß zur Kennzeichnung der auf einen Ort wirkenden Schallimmission.
- Bewerteter Schalldruckpegel – Begriff der akustischen Messtechnik, siehe: ↓ Schalldruckpegel.
- Bewertungsfilter, Bewertungskurve – Begriffe der ↓ Frequenzbewertung, die bei der Messung von Geräuschen verwendet wird.
- Bezugspegel →

1. wird ein Pegel als Bezugspegel bezeichnet, wenn er sich auf eine konkrete Pegelangabe bezieht. Beispielsweise kann für die Pegeleinheit dBu der Bezugspegel 0 dBu = 775 mV (effektiv) sein.
2. kann der Bezugspegel ein Pegel sein, für den ein bestimmtes Gerät, ein Eingang, ein Ausgang oder eine ganze Gerätekette ausgelegt ist, hier ist Bezugspegel gleich Nennpegel.

- Bezugsschalldruck – siehe: ↓ Schalldruck.
- Bezugsspannung – siehe: ↑ Bezugspegel.
- Bezugswert (Akustik) – bezeichnet den Referenzwert, der bei Angabe von Pegeln für eine in der Akustik gebräuchliche physikalische Größe verwendet wird.
- Bias – Vormagnetisierung bei Tonbandgeräten und Kassettenrekordern, wobei durch den ↑ Aufnahmekopf (Sprechkopf SK) neben dem ↑ Audiosignal ein hochfrequenter Wechselstrom geschickt wird.
- Binaural, Binaurale Tonaufnahme – Aufnahme von Schallsignalen mit ↓ Mikrofonen, die bei der Wiedergabe über Kopfhörer einen Höreindruck mit genauer Richtungslokalisation erzeugen sollen.
- Bitrate – bezeichnet das Verhältnis einer Datenmenge zu einer Zeit, gemessen in Bit pro Sekunde, abgekürzt als Bit/s oder bps.
- Bittiefe – siehe: ↓ Samplingtiefe.
- Blauertsche Bänder – akustische Frequenzbereiche, die für das menschliche Richtungshören in der Medianebene (vorn, oben, hinten …) wichtig sind.
- Blumleinmikrofonverfahren, Blumleinstereofonie – siehe: Blumlein-Stereosystem, ein Verfahren der Stereoaufnahmetechnik.
- BNC-Steckverbinder – findet Anwendung in der digitalen Tonstudiotechnik; vgl.: ↓ Wordclock.
- braunes Rauschen – siehe: 1/f²-Rauschen, Rauschen mit einem Amplitudenverlauf umgekehrt proportional zum Quadrat der Frequenz.
- Brummschleife – siehe: Erdschleife, eine zu einer Schleife geschlossene Masseverbindung.
- Bündelungsfaktor – ein technischer Parameter von ↓ Lautsprechern und ↓ Mikrofonen.
- Bündelungsgrad – gibt die Bündelungsfähigkeit des Schalls bei ↓ Lautsprechern, ↓ Mikrofonen und einzelnen Schallquellen im diffusen ↓ Schallfeld an.
- Bündelungsmaß – macht eine Aussage über die Störschallunterdrückung bei ↓ Mikrofonen.
- Bypass, Bypass-Effekt, Bypass-Schaltung – Ein Bypass sorgt dafür, dass zum Beispiel bei ↓ Effektgeräten das eingehende Signal an der Klangbearbeitung vorbeigeführt wird, also unverändert bleibt. Das geschieht in der Regel entweder auf Wunsch (Bypass-Schalter oder -Taster), oder bei auch automatisch im ausgeschalteten Zustand eines Gerätes.

## C
- C-Bewertung – siehe: ↓ Frequenzbewertung.
- Capstan – die Antriebswelle bei Tonbandmaschinen.
- CCIR-Entzerrung – siehe: ↓ Entzerrung, Absenken oder Anheben von Frequenzbereichen.
- CD, Compact Disc (Compact Disc Digital Audio) – ein optisches Speichermedium.
- Cent – logarithmische Maßeinheit für musikalische Intervalle.
- Chorus – ein Soundeffekt, der einen Ton so ausprägt, als würde gleichzeitig ein zweiter, ähnlicher Ton mitklingen.
- Cinch, Cinchstecker (RCA-jack) – weit verbreitete, umgangssprachliche Bezeichnung für ungenormte Steckverbinder (hier:) zur asymmetrischen Übertragung von ↑ Audiosignalen.
- Class-D-Verstärker, Bezeichnung für einen Schaltverstärker; hat den Vorteil geringer Verlustleistung.
- Clipping – siehe ↓ Übersteuern.
- Compact Disc – siehe kurz CD ist ein optischer digitaler Speicher.
- Crest-Faktor – siehe Scheitelfaktor, beschreibt in der elektrischen Messtechnik das Verhältnis von Scheitelwert zu Effektivwert einer Wechselgröße und ist immer größer oder gleich 1. Wird in der Nachrichtentechnik, Tontechnik und Akustik angewendet.
- Crossfader – Schiebe-Widerstand an ↓ Mischpulten zum Überblenden zweier ↑ Audiosignale.
- Crosstalk – siehe: Übersprechen.
- Cue Mix – ein eigener Mix für die Kontroll-Monitore.
- Cutoff – siehe: ↓ Grenzfrequenz.

## D
- D-Bewertung – siehe: ↓ Frequenzbewertung.
- Dämpfung – siehe: Schalldämpfung.
- Dämpfungsfaktor – ist der Quotient aus Eingangswiderstand und Ausgangswiderstand. Besonders bedeutsam ist der Dämpfungsfaktor für die Anpassungsdämpfung bei der „Schnittstelle“ vom Leistungsverstärker zum Lautsprecher.
- Dämpfungsglied – ein Element, das in den Signalweg geschaltet wird, um das Signal in seiner Amplitude beziehungsweise seinem Pegel zu verringern.
- Daisy Chain – (englisch, wörtlich „Gänseblümchenkette“) – bezeichnet eine Anzahl von Hardware-Komponenten, die in Serie miteinander verbunden sind. Beispiel: MIDI.
- Datentransferrate, auch: Datenübertragungsrate – bezeichnet die digitale Datenmenge, die innerhalb einer Zeitspanne übertragen wird.
- Datenübertragungsgeschwindigkeit – siehe: Datentransferrate.
- DA-Wandler (Digital-Analog-Wandler) – siehe: ↓ Digital-Analog-Umsetzer – Gerät zur Umwandlung digitaler in analoger ↑ Audiosignale.
- DAW →

1. Abkürzung für ↓ Digital Audio Workstation.
2. Abkürzung für Digital-Analog-Wandler (selten), siehe: ↓ Digital-Analog-Umsetzer.

- dB – siehe: Bel (Einheit).
- dB(A), dB(C), dBm, dBu, dBV – siehe: Bel (Einheit) → Verwendung mit anderen Maßeinheiten, Anhängsel.
- dBFS – Abkürzung für „Dezibel full scale“, Einheit der absoluten logarithmischen Skala in einem digitalen tontechnischen System.
- DC-Offset – Im ↑ Audiosignal enthaltener, unerwünschter Gleichspannungsanteil.
- Decay Rate – Abfallrate der Hüllkurve, siehe: ↑ ADSR.
- Decca Tree – eine Art der Stereo-Aufnahmetechnik.
- Deemphasis – siehe: Pre-Emphasis, Verfahren zur Reduktion von Rauschen, das verstärkt bei hohen Frequenzen auftritt.
- De-Esser – ↓ Effektgerät um die in einer Aufnahme von Sprache oder Gesang enthaltenen Zischlaute (Sibilanten) abzusenken.
- Delay – eine Laufzeitverzögerung, die im Sound-Design gezielt eingesetzt wird.
- Demoaufnahme – siehe Demoaufnahme → Musikindustrie
- Deutlichkeit, auch: Deutlichkeitsgrad – Begriff zur Kennzeichnung der Hörsamkeit von Räumen.
- Deutlichkeitsmaß – siehe: Klarheitsmaß ist ein Maß zur Bestimmung der Deutlichkeit bei Sprache oder der Durchsichtigkeit bei Musik.
- Dezibel – siehe: Bel (Einheit).
- DI-Box (Abkürzung für Direct Injection) – ein Gerät, das ein asymmetrisches Signal in ein symmetrisches Signal umwandelt.
- Differenztonfaktor – ist ein dimensionsloses Maß für nichtlineare Verzerrungen.
- Diffusfeld – auch Statistisches Schallfeld – beschreibt einen von Reflexionen geprägten ↓ Raumschall, siehe auch: Diffusität.
- Diffusfeldentzerrung – Linearisierung des Frequenzgangs für ein Druckmikrofon.
- Diffusität (Zerstreuung) – beschreibt allgemein den Grad der Verteilung von reflektiertem Schall einer Quelle im Raum und über die Zeit.
- Diffusschall – siehe: ↓ Raumschall.
- Digital-Analog-Umsetzer – Gerät zur Umwandlung digitaler in analoger ↑ Audiosignale.
- Digitalaudio – Bezeichnung für digitalisierte ↑ Audiosignale.
- Digital Audio Tape – ist ein digitales Audio-Magnetband (Tonband) kurz genannt DAT, für entsprechende Audiorekorder (DAT-Rekorder).
- Digital Audio Workstation – computergestütztes System für Tonaufnahme, Musikproduktion, Abmischung und Mastering.
- Digitaler Signalprozessor (DSP) – dient der kontinuierlichen Bearbeitung von digitalen Signalen.
- DIN-Stecker – umgangssprachliche Bezeichnung für Rund-Steckverbindungen nach DIN.
- Dipol – siehe: Dipol (Lautsprecher) ist ein Schallwandler, der die Schallenergie gleichmäßig sowohl nach vorne als auch nach hinten abstrahlt. Auch ist die Achtercharakteristik eines Mikrofons ein Dipol.
- Direct Stream Digital – eine Methode der hochauflösenden Audiosignalspeicherung, die auf dem Prinzip der Delta-Sigma-Modulation beruht (DSD).
- Direktfeld – siehe: ↓ Direktschall.
- Direktschall – im Gegensatz zum ↓ Raumschall der Schall in einem geschlossenen Raum, der bei seinem Eintreffen am Hörort als Erstes eintrifft.
- Distortion – ein ↓ Effektgerät, siehe Verzerrer.
- Dither, Dithering – beschreibt eine Methode, die in der digitalen Audiotechnik die Wirkung von Quantisierungsfehlern abmildern kann.
- Dolby Digital – ein Mehrkanalverfahren.
- Dolby E – ein Mehrkanalverfahren für professionelle Anwendung in Tonstudios und Rundfunksendern.
- Dolby Lossless – siehe ↓ Meridian Lossless Packing.
- Dolby Pro Logic – stereo-kompatibles Mehrkanalverfahren.
- Dolby Surround – stereo-kompatibles Mehrkanalverfahren.
- Doppler-Effekt – zeitliche Stauchung bzw. Dehnung eines Signals bei Veränderungen des Abstands zwischen Sender und Empfänger während der Dauer des Signals.
- Drei-zu-eins-Regel – Regel für die Mikrofonaufstellung zur Minimierung von hörbaren Kammfiltereffekten.
- Druckempfänger – siehe: Druckmikrofon.
- Druckgradientenempfänger, siehe: Druckgradientenmikrofon, beschreibt eine Mikrofonbauform hinsichtlich ihrer akustischen Funktionsweise.
- Druckmikrofon – beschreibt eine Mikrofonbauform hinsichtlich ihrer akustischen Funktionsweise.
- Druckstau, Druckstaueffekt, Drucküberhöhung – tritt auf, wenn Schall an einem Hindernis reflektiert wird und sich mit der eigenen Reflexion überlagert.
- DSP – dient der kontinuierlichen Bearbeitung von digitalen Signalen.
- DTS – Abkürzung für „Digital Theatre System“, bezeichnet ein Mehrkanal-Tonsystem.
- Ducking – das automatische Hervorheben eines Audiosignals durch Absenken der übrigen Kanäle.
- Duplex-Theorie – Diese Theorie trägt wesentlich zum Verstehen des Vorgangs beim natürlichen Hören des Menschen bei.
- Durchhörbarkeit – ein Begriff aus der Musikwissenschaft, den die Tontechnik übernommen hat.
- Durchsichtigkeit, auch: ↓ Transparenz – Ausdruck, unter dem man zum Beispiel die Unterscheidbarkeit zeitlich aufeinanderfolgender Töne als Zeitdurchsichtigkeit trotz überlagertem ↓ Raumschall versteht.
- DVD-Audio – eine DVD-Variante, die hauptsächlich zur Wiedergabe von Musik im ↓ Raumklang ↑ 5.1 dient.
- Dynamikumfang – auch: Dynamik, Dynamikbereich oder Kontrastumfang – gibt den Bereich eines Audiosystems an, in dem sich der Pegel des Tonsignals nutzbringend bewegen kann, sei es für Aufzeichnung, Sendung oder Wiedergabe; Wird i. d. R. in dB angegeben.
- Dynamikprozessor – ein ↓ Effektgerät, das die Lautstärke eines Signals beeinflusst.
- Dynamisches Mikrofon – elektroakustischer Wandler, der Schalldruckimpulse induktiv in äquivalente elektrische Spannungsimpulse wandelt.

## E
- EBU-Empfehlung R 128 – ist ein technisches Regelwerk, welches die Tonaussteuerung von Hörfunk- und Fernsehprogrammen definiert.
- Echo – entsteht, wenn Reflexionen einer Schallwelle so stark verzögert sind, dass man diesen Schall als separates Hörereignis wahrnehmen kann.
- Echokammer – ist in der analogen Tontechnik ein architektonischer Bestandteil vieler Tonstudios und dient der Erzeugung oder Verstärkung des Nachhalls.
- Echoschwelle – beschreibt die Zeitdifferenz, die Schall-Reflexionen gerade noch haben dürfen, um als Echo nach dem ↑ Direktschall wahrgenommen zu werden.
- Eckfrequenz (engl.: cutoff frequency) – siehe: ↓ Grenzfrequenz.
- Effektgerät – ein Gerät zur Veränderung eines Audio-Signals.
- Effektivwert – engl.: Abkürzung RMS für Root Mean Square – ist die mittlere Leistung über einem vorgegebenen Frequenzband, wobei das Signal, aus dem die RMS-Leistung errechnet wird, ein rosa Rauschen innerhalb des Frequenzbands darstellt. Siehe: Musikleistung → Begriff RMS-Leistung.
- Eigenrauschen →

1. (Mikrofone), siehe: Ersatzgeräuschpegel.
2. (Geräte), siehe: Grundrauschen.

- Einfügedämpfung – engl. Insertion Loss – gibt die Abschwächung eines Signals durch ein Bauteil an, das in einen Signalweg eingefügt wird. Dabei kann es sich beispielsweise um einen Filter oder auch eine Steckverbindung handeln.
- Eingangswiderstand – Der Eingangswiderstand Ra liegt am Eingang eines elektrischen Gerätes und belastet das Quellgerät, das an diesen Eingang seine Spannung liefert.
- Einschleifen – Wird zum Beispiel ein ↑ Effektgerät in einen Signalweg eingeschleift, wird dieser aufgetrennt und das ↑ Audiosignal durch jenes geleitet.
- Einschwingvorgang – Das ist zum Beispiel der Bogenanstrich einer Saite, der den Klang eines Instruments für unser Ohr eindeutig identifiziert.
- Elastische Aufhängung – in der Mikrofonierung – siehe: Mikrofon → Mikrofonspinne.
- Elektretmikrofon, auch: Elektretkondensatormikrofon – alternative Bauart des → Kondensatormikrofons.
- Elektrisches Übersprechen – siehe: Übersprechen.
- Elektroakustik – Oberbegriff für technische Geräte, die der Umwandlung, Bearbeitung, Aufzeichnung und Wiedergabe von akustischen Ereignissen dienen.
- Elektroakustische Anlage, ELA – ist eine Beschallungsanlage.
- Elevation – Effekt in der ↓ Stereofonie beim Lautsprecher-Stereohören im Stereodreieck.
- Elongationsempfänger – Mikrofon, bei dem die erzeugte elektrische Größe der Auslenkung des mechanischen Systems proportional ist.
- Emission – siehe Schallemission, vgl. auch Emission (Umwelt).
- Empfindlichkeit eines Mikrofons – die Ausgangsspannung im Verhältnis zum einfallenden ↓ Schalldruck.
- Emphasis – siehe: Pre-Emphasis, Verfahren zur Reduktion von Rauschen, das verstärkt bei hohen Frequenzen auftritt.
- Endstufe, auch: Endverstärker – die letzte verstärkende Stufe eines Leistungsverstärkers.
- Entfernungshören, auch: Entfernungslokalisation – eine abschätzende Bestimmung mit dem Gehör, wie weit eine Schallquelle vom Hörenden entfernt ist.
- Entzerrer – siehe: Equalizer.
- Entzerrvorverstärker – Kombination aus Entzerrer und Vorverstärker; steht i. d. R. für: Phonovorverstärker – eine technische Komponente zur Wiedergabe Schallplatten.
- Entzerrung – gezieltes Absenken oder Anheben von bestimmten Frequenzbereichen.
- EQ, Equalizer – ein ↓ Filter als Gerät oder elektronische Komponente zur Tongestaltung und zur ↑ Entzerrung von Tonfrequenzen.
- Erdschleife – eine zu einer Schleife geschlossene Masseverbindung.
- Ersatzgeräuschpegel, auch: Störspannungsabstand – wird das Eigenrauschen von Mikrofonen bezeichnet.
- Expander – ein Regelverstärker zur Unterdrückung von Störgeräuschen und zur Klanggestaltung.

## F
- Fade, Fadein, Fadeout – zeitlich wahrnehmbares Hochziehen oder Absenken von Lautstärkepegeln.
- Fader – Bezeichnung für Schiebe-Potentiometer an Audiogeräten, vor allem an ↓ Mischpulten.
- Fake Surround – Tonproduktionen, bei denen Stereoproduktionen zu ↑ 5.1-Surroundmischungen umgewandelt werden.
- Faltungshall – akustischer Halleffekt, der Abbilder real existierender Räume per Computersystem auf ↑ Audiosignale errechnet.
- Federhall – elektro-mechanisches Hall-Effektgerät.
- Feedback – engl. für: Akustische Rückkopplung, ein Audio-Effekt durch Bildung einer Rückkopplungs-Schleife, zum Beispiel zwischen einem verstärkten Mikrofon-Signal und den Lautsprecherboxen, die selbiges wiedergeben.
- Feedback cancellation – verschiedene Methoden, die akustische Rückkopplung zu unterdrücken.
- Feldbetriebs-Übertragungsfaktor, auch: Feldübertragungsfaktor – die → Empfindlichkeit, mit welcher der ↓ Schalldruck von Mikrofonen in elektrische Signalspannung gewandelt wird.
- Fernfeld – definiert einen Entfernungsbereich bei der Ausbreitung einer Schallwelle (Gegensatz: Nahfeld).
- Fernsehsignal – Verfahren zur Bild- und Tonübertragung. (Der Artikel geht leider nicht gesondert auf den Ton ein.)
- Filter – Schaltkreis oder Gerät, das ein Signal abhängig von der Frequenz in der Amplitude und Phase verändert.
- Filtergüte – siehe: ↓ Q-Faktor.
- Filterhüllkurve – frequenzabhängige ↑ ADSR-Hüllkurve.
- Filtermittenfrequenz – siehe: Mittenfrequenz, das geometrische Mittel zwischen der unteren und der oberen ↓ Grenzfrequenz eines Frequenzbands.
- Finalizer – oft synonym benutzt für: Limiter, Extremform des Kompressors mit einer Ratio (Regelverhältnis) von unendlich zu 1.
- Flanger – ein ↑ Effektgerät, das durch variierende Interferenzen und Kammfiltereffekt einen „spacigen“ Sound ergibt.
- Flankensteilheit – in der Elektro-Akustik: die Steilheit der Bereichsenden von ↑ Filtern, ausgedrückt in Dezibel pro Oktave (dB/Okt).
- Flüstertüte – siehe: Sprachrohr – ist ein Gerät, das die Ausbreitung von Schall lenkt und damit die Verständlichkeit vor allem gesprochener Sprache auch in weiterer Entfernung des Hörers vom Sprecher verbessert.
- Fluglärm – siehe Fluglärm → Schallmessung.
- FM-Synthese – (Frequenzmodulationssynthese), technisches Modulationsverfahren, das auf Frequenzmodulation basiert.
- FOH, Front of House – In der Beschallungstechnik: der Punkt im Zuschauerraum, an dem der Tontechniker bzw. das ↓ Mischpult steht.
- Fourier-Analysis – Die schnelle Fourier-Transformation (FFT) spielt in der digitalen Signalverarbeitung eine bedeutende Rolle. Ein Beispiel für einen solchen Vorgang ist ein Musikstück, von dem zur Speicherung auf einer herkömmlichen Audio-CD pro Sekunde 44.100 Amplitudenwerte des Audiosignals am Ausgang eines Mikrofons abgetastet werden.
- Formant – die Konzentration akustischer Energie in einem bestimmten Frequenzbereich.
- Franssen-Effekt – Beobachtung zur Lokalisation von Schallquellen in halliger Umgebung.
- Freifeld – eine Schallsituation, in der keinerlei Reflexionen auftreten.
- Freifeldentzerrung – Linearisierung des Frequenzgangs eines Druckmikrofons, das sich im freien ↓ Schallfeld befindet.
- Freifeldfrequenzgang – beschreibt den Frequenzgang eines Mikrofons im →Freifeld, vgl.: Binaurale Tonaufnahme → Diffusfeldentzerrung und Freifeldentzerrung.
- Fremdspannungsabstand – Verhältnis zwischen Nutzspannung und Fremdspannung eines Übertragungssystems für akustische Signale; vgl. ↓ Signal-Rausch-Verhältnis.
- Frequenz – Die Frequenz eines Tones oder Klanges bestimmt seine Tonhöhe. Vgl.: Frequenzspektrum.
- Frequenzauflösung – bezeichnet den geringsten Frequenzabstand zweier Töne, die noch unterschieden werden können.
- Frequenzbereich – siehe: Übertragungsbereich, wird durch die untere ↓ Grenzfrequenz und obere Grenzfrequenz bestimmt.
- Frequenzbewertung – wird bei der Messung von Geräuschen verwendet.
- Frequenzen der gleichstufigen Stimmung – Eine Liste der Frequenzen aller Töne der Klaviertastatur in der gleichstufigen Stimmung.
- Frequenzspektrum – auch Spektrum, Spektralverteilung oder im Zusammenhang mit zeitabhängigen Signalen selten Frequenzgang – ist eine von der Frequenz abhängige Funktion. Sein Betrag heißt Amplitudenspektrum, sein Phasenwinkel heißt Phasenspektrum.
- Frequenzvibrato ist in der Musik die periodisch wiederkehrende, geringfügige Veränderung der Frequenz eines gehaltenen Tons. Im Gegensatz zu einem nicht vibrierenden Ton wird ein Ton mit angemessenem Vibrato als lebendig wahrgenommen. Daher findet das Vibrato vor allem in der klassischen Musik breite Verwendung.
- Frequenzweiche teilt ein verschiedene Frequenzen enthaltendes elektrisches Signal auf zwei oder mehr Ausgänge auf, an denen jeweils unterschiedliche Teile (Frequenzbänder) des gesamten ursprünglichen Frequenzspektrums austreten.
- Frühe Abklingzeit – eine Kenngröße der Raumakustik.
- Frühe Reflexionen – in der Raumakustik: der Anteil des reflektierten Schalls, der im Anschluss an den ↑ Direktschall bei einem Hörer eintrifft.
- Fuzzbox – ein ↑ Effektgerät, meist zur Veränderung des Klanges einer E-Gitarre.

## G
- Gain – die Eingangsverstärkung, etwa bei einem ↓ Mischpult, Vor- oder Instrumentenverstärker.
- Gate – ein ↑ Effektgerät, das leise Abschnitte in der Signalübertragung unterdrückt.
- Gegenkopplung – siehe: negative Rückkopplung, Element eines Regelkreises das zum Beispiel in Audio-Verstärkern zur ↑ Entzerrung oder im Synthesizer als Resonanzfilter zum Einsatz kommt.
- Gegentaktendstufe – ist eine elektronische Schaltung und wird im Bereich von Endstufen eingesetzt.
- Gehörrichtige Lautstärke – beschreibt, wie Schallaufnahmen so wiedergegeben werden, dass sie bei unterschiedlichen Lautstärken einen ähnlichen Höreindruck ergeben.
- Gemischte Stereofonie – siehe: ↑ Äquivalenzstereofonie.
- Gleichlaufstörung, Gleichlaufschwankung – bezeichnet Geschwindigkeitsschwankungen bei Aufnahme und Wiedergabe von analogen Tonträgern, zum Beispiel Schallplatten, Tonbändern.
- Geräusch – Sammelbegriff für alle Hörempfindungen, die nicht ausschließlich als Ton oder als Klang bezeichnet werden können.
- Geräuschpegelabstand – bezeichnet die Differenz zwischen dem ↓ Bezugsschalldruckpegel von 94 dB und dem Ersatzgeräuschpegel.
- Geräuschspannung, Geräuschpegel (in dB) – der durch systembedingte Störquellen eines Übertragungssystems für akustische Signale verursacht wird.
- Geräuschspannungsabstand – Verhältnis zwischen Nutzspannung und Geräuschspannung eines elektrischen Übertragungssystems für akustische Signale; vgl. ↓ Signal-Rausch-Verhältnis.
- Gesamtklirrfaktor – siehe: ↓ Klirrfaktor.
- Gesangsaufnahme – Die Aufnahme von Gesang ist einer der wichtigsten Vorgänge in der Musikproduktion.
- Gesangsmikrofon – siehe: Mikrofon.
- Geschwindigkeitsempfänger – Mikrofone, bei denen die erzeugte elektrische Größe der Momentangeschwindigkeit des mechanischen Systems proportional ist.
- Gesetz der ersten Wellenfront – siehe: ↓ Präzedenz-Effekt.
- Gitarrenverstärker – ist ein elektronisches Gerät zur Verstärkung des Klangs einer Konzert-Gitarre oder einer elektrischen Gitarre.
- Glockenkurve – siehe: Equalizer.
- Goniometer – Messinstrument zur Bestimmung von Winkeln sowie der elektrischen Phasenlage bei der ↓ Stereofonie.
- Granularsynthese – eine in manchen Synthesizern und Programmen verwendete Methode, künstlich Klänge zu erzeugen oder zu bearbeiten.
- Grenzflächenmikrofon – Mikrofon-Bauart; entwickelt, um die vorteilhaften akustischen Eigenschaften an schallreflektierenden Flächen auszunutzen.
- Grenzfrequenz (engl.: cutoff frequency) – derjenige Wert der Frequenz, bei dessen Überschreitung die Signal- oder Modulationsamplitude am Ausgang eines Bauteils unter einen bestimmten Wert sinkt.
- Grenzschalldruck bei Mikrofonen – derjenige ↓ Schalldruckpegel (bei 1 kHz), ab dem der ↓ Klirrfaktor größer als 0,5 % ist.
- Liste von Größenordnungen der Frequenz – Zusammenstellung von Frequenzen verschiedener Größenordnungen zu Vergleichszwecken.
- Großmembranmikrofon – vgl.: Mikrofonierung → Mikrofonauswahl.
- Grundfrequenz – bezeichnet die tiefste (unterste) Frequenz in einem harmonischen Frequenzgemisch.
- Grundrauschen – bezeichnet das Eigenrauschen eines einzelnen Gerätes, das in betriebsbereitem Zustand ist, aber kein Nutzsignal führt.
- Grundschwingungsgehalt – der Anteil der Grundschwingung an einem Signal, welches nicht rein sinusförmig ist.
- Gruppengeschwindigkeit – ist die Geschwindigkeit, mit der sich ein Wellenpaket als Ganzes fortbewegt.
- Gruppenlaufzeit – die Zeit, die ein Anregungssignal in Form einer Wellengruppe benötigt, um zum Beispiel einen ↑ Filter zu durchlaufen.
- Gütefaktor – siehe: ↓ Q-Faktor.

## H
- Haas-Effekt – eine besonders für die Beschallungstechnik bedeutende Variante des ↓ Präzedenz-Effekts.
- Hall – Nachhall, bezeichnet kontinuierliche Schallreflexionen in einem geschlossenen Raum.
- Hallabstand – siehe: Hallradius.
- Hallgerät – eine elektro-akustische oder elektronische Anordnung zur Erzeugung von künstlichem Nachhall.
- Halligkeit – beschreibt die Empfindung eines Hörereignisses, bei dem neben ↑ Direktschall auch reflektierter Schall (↓ Raumschall) vorhanden ist.
- Hallmaß (Direktschall-Hall-Pegelabstand) – logarithmiertes Verhältnis der Schallenergie des ↑ Direktschalls zur gesamten reflektierten Schallenergie an einem Punkt eines Innenraums.
- Hallradius – diejenige Entfernung von der Schallquelle, bei der der ↑ Direktschallpegel gleich dem ↓ Raumschallpegel im ↑ Diffusfeld ist.
- Hallraum – ein spezieller Laborraum der Akustik.
- Hallspirale – siehe: Hallgerät → Elektromechanische Hallgeräte – ein elektromechanisches ↑ Effektgerät oder -Komponente zur künstlichen Erzeugung eines Nachhall.
- Harmonische Schwingung – eine Schwingung, deren zeitlicher Verlauf durch eine Sinusfunktion beschrieben werden kann.
- Harmonizer – geschützter Begriff (Eventide) für einen rückgekoppelten Pitch Shifter.
- Hauptmikrofon – eine Mikrofonanordnung der ↓ Stereofonie.
- Headroom – siehe: Aussteuerungsreserve.
- Headset – eine Kombination aus Kopfhörer und Mikrofon.
- Helmholtz-Resonator – ein akustischer Resonator, insb.: Helmholtzresonatoren als Absorber in der Raumakustik.
- HiFi, High Fidelity – ein Qualitätsstandard in der Tontechnik.
- HES, Home Entertainment System – ein Heimkinosystem
- High Com – ein Rauschunterdrückungsverfahren.
- Hinterbandkontrolle – Bei Tonbandgeräten die Kontrolle der Aufnahme über den Wiedergabekopf.
- Hintergrundgeräusch – siehe: Atmo.
- Hochpass-Filter, bezeichnet ↑ Filter, die Frequenzen oberhalb ihrer ↑ Grenzfrequenz ungeschwächt passieren lassen und tiefere Frequenzen dämpfen.
- Hochtöner – ein spezieller Lautsprecher, der von seiner Konstruktion her für die alleinige Wiedergabe hochfrequenter Schallwellen konzipiert ist.
- Höhenabsenkung – die frequenzabhängige Absenkung der Lautstärke im höherfrequenten Bereich eines ↑ Audiosignals.
- Höhenanhebung – die frequenzabhängige Vergrößerung der Lautstärke im höherfrequenten Bereich eines ↑ Audiosignals.
- Höranpassung – siehe: Adaption (Akustik).
- Hörbedingung – definiert komplexe Eigenschaften eines ↓ Schallfelds.
- Hörempfindung, Hörsinn, Hörvermögen – siehe: Auditive Wahrnehmung.
- Hörereignis – beschreibt, wie ein physikalisches Schallereignis subjektiv wahrgenommen wird.
- Hörereignisrichtung (auch: Richtungslokalisation) – das Festlegen der Richtung der gehörten Schallquelle.
- Hörfläche, auch Hörbereich, Hörfeld – jener Frequenz- und Pegelbereich von Schall, der vom menschlichen Gehör wahrgenommen werden kann.
- Hörgrenze – siehe: Hörfläche.
- Hörkopf – siehe: Wiedergabekopf.
- Hörschwelle – derjenige ↓ Schalldruck beziehungsweise ↓ Schalldruckpegel, bei dem unser Gehör Töne oder Geräusche gerade noch wahrnimmt.
- Hörversuch – Experimente, bei denen akustische Wahrnehmungen untersucht werden.
- Hohlraumresonator → in der Akustik – zur Erzeugung von frequenzmäßig definierten Resonanzen.
- Hohlspiegelmikrofon – zur Richtungsfindung (Lokalisation) von Geräuschen.
- Homerecording (deutsch: Heimaufnahme) – un- oder semiprofessionelle Musikproduktion in den eigenen vier Wänden oder im Proberaum.
- Head-Related Transfer Function (HRTF) – beschreibt die Filterwirkungen von Kopf, Außenohr und Rumpf; findet besondere Bedeutung in der Kunstkopf-Stereofonie.
- Hüllkurve – siehe: ↑ ADSR.
- Hydrophon – Gerät zur Wandlung von Wasserschall in eine dem ↓ Schalldruck entsprechende elektrische Spannung.
- Hyperniere – Bezeichnung einer → ↓ Richtcharakteristik von Mikrofonen.

## I
- Im-Kopf-Lokalisation, IKL – ein Sonderfall der akustischen Lokalisation.
- Immission – siehe: Schallimmission.
- Impedanz – Wechselstromwiderstand – gibt das Verhältnis von elektrischer Spannung an einem Verbraucher zu aufgenommenem Strom an.
- Impedanz, akustisch – Zusammenfassung aller Widerstände, die der Ausbreitung von Schwingungen in einem bestimmten Umfeld entgegenwirken.
- Impedanzwandler – ist eine Baugruppe, die die Impedanz einer Quelle an die eines Verbrauchers anpasst.
- Impulshaltigkeit – charakterisiert Schallemissionen mit starken (periodischen) Änderungen des Schallemissionspegels.
- In-Ear-Monitoring – Monitoring-Verfahren unter Verwendung von Ohrhörern.
- Inharmonizität – bezeichnet ein Phänomen schwingender Saiten.
- Inkohärenz – (vgl. ↓ Kohärenz) – In der Tontechnik versteht man unter inkohärent, zum Beispiel dass die beiden Kanäle eines Stereosignals keinen Bezug zueinander haben.
- Insertion Point – die Stelle, an der ein Effektgerät eingeschleift werden kann.
- Intensitätsdifferenz, Intensitätsunterschied – siehe: ↓ Pegeldifferenz – Begriff der Beschreibung von Hörereignisrichtungen im Zusammenhang mit (Stereo-)Lautsprechersignalen.
- Intensitätsstereofonie, auch Pegeldifferenzstereofonie – ein Verfahren der Lautsprecherstereofonie.
- Interaural – „zwischen den Ohren“.
- Interaurale Laufzeitdifferenz, ITD – siehe: ↓ Laufzeitdifferenz.
- Interaurale Pegeldifferenz, ILD – siehe: ↓ Pegeldifferenz.
- Interchannel (engl.) – „zwischen den Kanälen“.
- Interchannel-Laufzeitdifferenz, Δ t – siehe: ↓ Laufzeitdifferenz.
- Interchannel-Pegeldifferenz, Δ L – siehe: ↓ Pegeldifferenz.
- Interface (Schnittstelle) – der Teil eines Systems, welcher der Kommunikation dient; siehe auch: Audio-Interface.
- Interferenzempfänger – siehe: Richtrohrmikrofon.
- Isophone – Kurven gleicher Lautstärkepegel, vgl.: Lautstärke.
- ISRC – International Standard Recording Code (ISO 3901) ist eine digitale Kennung für eine Aufnahme, die auf einer Audio-CD im Subcode eingetragen werden kann.

## J
- Jecklin Disk, Jecklin-Scheibe – Vorrichtung, um Stereo-Aufnahmen zu realisieren.
- Jitter – bezeichnet das zeitliche Taktzittern bei der Übertragung von Digitalsignalen (Genauigkeitsschwankung im Übertragungstakt).

## K
- Kammfilter, Kammfiltereffekt – ein ↑ Filter, das aus Signalen Gruppen bestimmter Frequenz filtert.
- Kennschalldruck – bezeichnet denjenigen ↓ Schalldruck, den ein Lautsprecher bei Zuführung von 1 W Signalleistung in einem Meter Entfernung erzeugt.
- Kerbfilter – ein elektronisches ↑ Filter, mit dem Frequenzen innerhalb eines engen Frequenzbereiches ausgefiltert werden können.
- Keulencharakteristik, Keulenrichtcharakteristik – beschreibt die keulenförmige ↓ Richtcharakteristik eines Mikrofons.
- Klang, In Akustik und Musiktheorie werden die Begriffe Ton und Klang unterschiedlich gehandhabt.
- Klangfarbe, auch: Timbre – ist in der Musik einer der Parameter des einzelnen Tons und wird bestimmt durch sein Schallspektrum.
- Klangfarbendifferenz, Klangfarbenunterschied, siehe: Spektraldifferenz.
- Klangfilter – siehe: Equalizer.
- Klanggestaltung – siehe: ↓ Tongestaltung.
- Klangkörperbereich – siehe: Ausdehnungsbereich.
- Klangregler (englisch: tone control) – bezeichnet die elektronischen Filterschaltungen, mit denen die Klangfarbe der Audiowiedergabe eingestellt werden kann.
- Klangspektrum – Mit dem Begriff Klangspektrum beschreibt man das Schallspektrum bzw. das Frequenzspektrum musikalischer Klänge.
- Klangsynthese – eine Methode zur Herstellung künstlicher oder Abwandlung natürlicher Klänge.
- Klangwaage – Funktion, um mit einem einzelnen Potentiometer einstellen zu können, ob eher die Tiefen oder die Höhen bevorzugt durchgelassen werden sollen.
- Klangtreue – bezeichnet die Fähigkeit einer elektro-akustischen Übertragungsanlage, ein aufgenommenes Klangbild so zu reproduzieren, dass zwischen Original und Wiedergabe kein Unterschied besteht.
- Klarheit, Klarheitsmaß – ein Maß zur Bestimmung der Deutlichkeit (↓ Transparenz) bei Sprache oder der Durchsichtigkeit bei Musik.
- Klasse-D-Verstärker, siehe ↑ Class-D-Verstärker
- Kleinmembranmikrofon, Kleinkondenser (ugs.) – Kondensatormikrofon mit kleiner Membran.
- Klinkenstecker – in der Tontechnik weit verbreitete elektrische Steckverbinder, meist als 6,3 mm – Ausführung („Jack“).
- Klirrabstand, Klirrdämpfung, Klirrdämpfungsmaß – (logarithmische, in Dezibel oder Neper definierte Größe) – Maß für Verzerrungen durch nichtlineare Bauelemente.
- Klirrfaktor, Klirrgrad – (angegeben als dimensionslose Verhältniszahl) – Maß für unerwünschte Verzerrungen eines ursprünglich sinusförmigen Wechselsignals.
- Knüppelstereofonie – wird das unkomplizierte Zusammenfügen von Monoschallquellen zu einem Stereo-Lautsprecherpanorama mit Hilfe von Panpots genannt.
- Körperschall – ist Schall, der sich in einem Festkörper ausbreitet.
- Körperschallaufnehmer, Körperschallmikrofon – ist ein elektroakustischer Wandler zur Körperschallmessung.
- Kohärenz – (vgl. ↑ Inkohärenz) – Kohärenz bezeichnet in der Tontechnik zwei Signale gleicher Kurvenform (aber ggf. unterschiedlicher Amplitude).[1]
- Kohlemikrofon – Mikrofon mit elektroakustischem Wandler-Prinzip, beruhend auf Änderungen des Kontaktwiderstandes von Graphit-Teilen.
- Koinzidenzmikrofon – ist ein Stereomikrofon mit zwei ↓ Richtmikrofon-Kapseln.
- Kombinationston – Kombinationstöne können bei gleichzeitigem Erklingen zweier unterschiedlicher Töne entstehen.
- Kompressor – Gerät, um den Dynamikumfang eines ↑ Audiosignals zu verringern.
- Kondensatormikrofon – nutzt die durch Abstandsänderungen zwischen der Membran und der Gegenelektrode hervorgerufene Kapazitätsänderungen.
- Kontaktmikrofon – Piezoelektrische Tonabnehmer – Mechanischer Druck oder Körperschall des Klangkörpers lässt eine elektrische Spannung entstehen.
- Kontrollraum – Raum eines Aufnahmestudios, in dem sich der Tontechniker bzw. Mischer befindet.
- Kopfbezogene Übertragungsfunktion, siehe: HRTF.
- Kopfbügelmikrofon – siehe: Mikrofon, vgl. auch: Headset.
- Kopfhörer – sind kleine Lautsprecher, die direkt an den Ohren anliegen und mit einer Klammer am Kopf getragen werden.
- Kopfhörerstereofonie – siehe: Binaurale Tonaufnahme.
- Kopiereffekt – Die Übertragung des Signales auf Nachbarwindungen bei auf Spulen aufgewickelten Tonbändern.
- Koppelfeld – vgl. ↓ Steckfeld.
- Korrelation – vgl. ↓ Korrelationsgradmesser.
- Korrelationsgradmesser – Messgerät, mit dem Beziehungen zwischen den zwei Stereo-Kanälen festgestellt werden. Dient dem Auffinden von Phasenauslöschungen.
- Kraftverstärker – Begriff aus dem Röhren-Zeitalter und bezeichnet Geräte mit einer leistungsfähigen Endstufe.
- Kugelcharakteristik, Kugel Richtcharakteristik – Kugelförmige ↓ Richtcharakteristik eines Mikrofons. Siehe: Richtcharakteristik → Mikrofone.
- Kugelflächenmikrofon – liefert eine Art der Trennkörperstereofonie, bei dem die Tonaufnahme durch das menschliche Gehör nachgeahmt wird.
- Kugelwelle – ist eine sich regel- und gleichmäßig von einer Quelle in alle Raumrichtungen in streng konzentrischen Fronten ausbreitende Welle.
- Kuhschwanzfilter – Nach der Form benannte Filterkurve.
- Kunstkopf – vgl. Binaurale Kunstkopfaufnahmen; Raumklang → Kunstkopfstereofonie; Lokalisation (Akustik).
- Kurven gleicher Lautstärkepegel = “Isophone” – vgl.: Lautstärke.

## L
- Latenzzeit – wichtiger Kennwert in der digitalen Tontechnik (zum Beispiel bei Analog-Digital-Umsetzern).
- Lateralisation – Entsteht über Kopfhörer ein Hörereignis im Kopf des Zuhörers, bezeichnet Lateralisation die seitliche Auslenkung des Hörereignisses.
- Laufzeitdifferenz, Laufzeitunterschied – (in ms) Begriff der Akustik (betreffend Richtungshören) und der Tontechnik (betreffend Hörereignisrichtung), vgl. dazu: ↓ Pegeldifferenz.
- Laufzeitmessung – ein Verfahren zur indirekten Entfernungs- oder Geschwindigkeitsmessung.
- Laufzeitstereofonie – auch AB-Stereofonie ist ein Aufnahmeverfahren der Lautsprecherstereofonie.
- Laufzeitverzögerung – mehrfach benutzter Begriff der Elektroakustik.
- Lautheit – Größe zur proportionalen Abbildung des menschlichen Lautstärkeempfindens.
- Lautheitsberechnung – Verfahren zur rechnerischen Ermittlung der psychoakustisch empfundenen Lautheit.
- Lautheitsmesser – siehe: Lautstärkemesser.
- Lautheitspegel – siehe: Lautheit.
- Lautsprecher – wandelt tonfrequente elektrische Signale (ca. 20 bis 20.000 Hz) in mechanische Schwingungen um.
- Lautsprecherbasis – siehe: Stereobasis – die Abbildungsbreite zwischen zwei Lautsprechern in der Stereoanordnung.
- Lautsprecherbox – ein akustisches System, das zur Beschallung eingesetzt wird.
- Lautsprecherimpedanz – siehe: Spannungsanpassung → Tontechnik – Anpassung von Mikrofonen und Lautsprechern.
- Lautsprecherleitung, Lautsprecherkabel – elektrische Leitung, die Lautsprecheranschlüsse eines ↑ Audioverstärkers mit einer Lautsprecherbox verbindet.
- Lautsprechersignal – Lautsprechersignale sind die Signale, die bei der Stereo-Tonaufnahme erzeugt und bei der Stereo-Lautsprecherwiedergabe benötigt werden.
- Lautsprecherstereofonie – beschreibt die Technik der Wiedergabe einer Tonaufnahme über Lautsprecher.
- Lautsprecherverstärker – siehe: ↑ Audioverstärker.
- Lautstärke, Lautstärkepegel – Die Lautstärke eines Schalls ist ein Maß dafür, wie laut er vom Menschen als Hörereignis empfunden wird.
- Lautstärkemesser – dient zur Kontrolle der Aussteuerung von Audiopegeln (nicht zur Messung der akustischen Lautstärke).
- Lautstärkeregler, Lautstärkesteller – zur Einstellung der Lautstärke an elektronischen Geräten.
- Leistungsanpassung – siehe: ↓ Spannungsanpassung.
- Leistungspegel – dB (Dezibel) ist die Einheit des Leistungspegels, der das Verhältnis einer Leistung P1 im Vergleich zu einer Bezugsleistung P0 beschreibt.
- Leistungsverstärker – siehe: Endstufe; vgl. ↑ Audioverstärker.
- Leq – Äquivalenter Dauerschallpegel – siehe: Schallpegelmesser → LAT oder Leq: Äquivalenter Dauerschallpegel.
- Leslie-Lautsprecher – Effektlautsprecherbox, erzeugt Schwebungen durch den Dopplereffekt rotierender Lautsprecher oder Schalltrichter.
- LFO (engl.) low frequency oscillator – Niederfrequenz-Oszillator.
- Limiter – Gerät, das die maximale Amplitude eines ↑ Audiosignals begrenzt.
- Line, Line-In – bezeichnet den Hochpegel-Eingang von ↓ Studiomischpulten mit einer Eingangsimpedanz ≥ 10 kOhm.[2]
- Line-Level wird synonym auch für Heimtechnik-Pegel benutzt – ein ↑ Bezugspegel für Audioübertragung im Heimtechnik-Bereich, vgl. Klinkenstecker → Line-Level-Anschluss.
- Line Array – bezeichnet ein Konzept von Beschallungssystemen.
- Lineare Verzerrungen – Verzerrungen des Ausgangssignals, die linear zu einer bestimmten Einflussgröße stehen.
- Line-Übertrager – Bauelemente (Übertrager) mit einem Übersetzungsverhältnis von 1:1, zur galvanischen Trennung oder zur Symmetrierung.
- Live End Dead End – Einrichtungskonzept für Regieräume.
- Logarithmische Größe Unter Logarithmischen Größen versteht man u. a. in der Akustik Größen, die als Logarithmus des Verhältnisses zweier Größenwerte gebildet werden.
- Lokalisation – bezeichnet das Erkennen von Richtung und Entfernung einer Schallquelle.
- Lokalisationsschärfe, Lokalisationsgenauigkeit – Lokalisationsschärfe gehört zu den psycho-akustischen Bestimmungen (Messungen).
- Loudness War – bezeichnet die zunehmende Tendenz der Musikindustrie, Musik in allmählich immer höheren Lautheitspegeln zu produzieren.
- Low-Cut – Tiefensperre auch Hochpass bezeichnet ↑ Filter, die Frequenzen oberhalb ihrer ↑ Grenzfrequenz annähernd ungeschwächt passieren lassen und tiefere Frequenzen dämpfen.
- Low Fidelity – Antonym zu High Fidelity.
- Low-Pass (Tiefpass) – ↑ Filter, die Signalanteile mit Frequenzen unterhalb ihrer ↑ Grenzfrequenz annähernd ungeschwächt passieren lassen, Anteile mit höheren Frequenzen dagegen abschwächen.
- Löschdrossel – Gerät, mit dem die remanente Magnetisierung, insbesondere der Tonköpfe einer Tonbandmaschine, entfernt werden kann.
- Lupeneffekt – unerwünschter Effekt bei der Stereo-Tonaufnahme in Laufzeitstereofonie, wenn das Mikrofonsystem sich zu nah an der Schallquelle befindet.

## M
- Magnetband, Magnettonband – ein Datenträger; besteht in der Regel aus einer langen, schmalen Folie aus Kunststoff, die mit einem magnetisierbaren Material beschichtet ist.
- Magnetkopf – Bauteil, das dem Beschreiben, Lesen und/oder Löschen magnetischer Speichermedien/Datenträger dient.
- Mantelstromfilter – ein Bauteil, das entweder eine Brummschleife oder die Ausbreitung hochfrequenter, unerwünschter Gleichtaktsignale auf Koaxialkabeln verhindert.
- Maskierungseffekt – Psychoakustisches Phänomen, nachdem der Mensch in einem Geräusch bestimmte Frequenzanteile nur verringert wahrnehmen kann.
- Masterfader – bezeichnet die zwei Schiebe-Regler (L+R) zur Einstellung der Summen-Lautstärke am ↓ Mischpult. siehe: Mischpult → Funktionsgruppen.
- Mastering – die Endbearbeitung von Tonaufnahmen und der letzte Schritt der Musikproduktion vor der Erstellung des Tonträgers.
- Mechanisches Filter – ein analoges ↑ Filter zur Auswahl und Unterdrückung bestimmter Frequenzanteile aus dem Spektrum eines Signals.
- Megaphon – siehe: Sprachrohr → Megafon.
- Mehrkanal-Tonsystem – Ziel von Mehrkanal-Tonsystemen ist es, ein möglichst realistisches räumliches Klangerlebnis zu ermöglichen, den ↓ Raumklang.
- Mel – Das Mel ist die Maßeinheit für die psychoakustische Größe Tonheit und beschreibt die wahrgenommene Tonhöhe.
- Membranabstimmung – auch Mikrofonabstimmung – siehe: ↓ Mikrofonabstimmung.
- Meridian Lossless Packing – ein proprietärer, verlustfreier Kompressionsalgorithmus für digitale Tonaufzeichnungen.
- MIDI – siehe: ↓ Musical Instrument Digital Interface.
- Mikrofon – ein Schallwandler, der Luftschall als Schallwechseldruckschwingungen in entsprechende elektrische Spannungsänderungen als Mikrofonsignal umwandelt.
- Mikrofonabstand – siehe: Mikrofonbasis.
- Mikrofonabstimmung – Bezeichnet die Abstimmung (hoch-, tief- oder mittenabgestimmt) der Membran eines Mikrofons auf den ↓ Übertragungsbereich und der zu erzeugenden ↓ Richtcharakteristik.
- Mikrofonanordnung – oder ein Mikrofonsystem – besteht im einfachsten Falle bei der Stereoaufnahme aus zwei Mikrofonen, die ein System im Hinblick auf eine geforderte Abbildungsbreite auf der Stereo-Lautsprecherbasis bilden.
- Mikrofonarray – siehe: ↑ Beamforming.
- Mikrofonaufbau – siehe: ↓ Mikrofonierung, siehe auch: Mikrofon.
- Mikrofonaufnahmebereich – siehe: ↑ Aufnahmebereich.
- Mikrofonaufstellung- siehe: ↓ Mikrofonierung.
- Mikrofonbasis – wird der Abstand zweier Mikrofone zueinander bei einem Stereo-Mikrofonsystem bezeichnet.
- Mikrofoncharakteristik – siehe: ↓ Richtcharakteristik.
- Mikrofondaten – Überbegriff für die Kennwerte eines Mikrofons, wie zum Beispiel Grenzschalldruck, ↓ Richtcharakteristik, ↓ Signal-Rausch-Verhältnis.
- Mikrofonempfindlichkeit – siehe: ↓ Übertragungsfaktor.
- Mikrofonie – ein unerwünschter Effekt, bei dem Nicht-Mikrofone ungewollt als Schallwandler arbeiten und somit Störungen verursachen. Fälschlicherweise synonym benutzt für Mikrofon-Arten, Mikrofon-Wandlerprinzipien, Mikrofon-Anordnungen oder ↓ Mikrofonierung.
- Mikrofonierung – bezeichnet die Auswahl und Aufstellung von geeigneten Mikrofonen für eine aktuelle Aufnahmesituation.
- Mikrofonkapsel – wesentlicher Bestandteil des Mikrofons.
- Mikrofonmembran – der gängigen Mikrofon-Bauform folgt eine dünne, elastisch gelagerte Membran den Druckschwankungen des Schalls.
- Mikrofonrichtcharakteristik – siehe: ↓ Richtcharakteristik.
- Mikrofonsignal – ein niederpegeliges Mikrofon-Audiosignal mit elektrischen Spannungen im Millivolt-Bereich.
- Mikrofonspinne – siehe: Mikrofon → Mikrofonspinne.
- Mikrofonsystem – siehe: ↑ Mikrofonanordnung.
- Mikrofontechnik – siehe: Kategorie:Mikrofontechnik.
- Mikrofonverstärker – ein internes Bauteil von Kondensator- und Elektretmikrofonen, der im Signalfluss örtlich direkt hinter der Mikrofonkapsel sitzt.
- Mikrofonvorhang, vgl.: Ausleger (Tontechnik).
- Mikrofonvorverstärker – ein Gerät oder eine elektronische Schaltung, welche die schwache Signalspannung am Ausgang eines Mikrofones nach dem Mikrofonimpedanzwandler auf brauchbare Werte verstärkt.
- Mikrofon-Windschutz – Schaumstoff-Überzug für Mikrofone; wirkt gegen tieffrequente Schallanteile verwirbelnder Luftbewegungen (Wind) sowie der menschlichen Aussprache.
- MiniDisc – ist ein von dem Unternehmen Sony entwickeltes magneto-optisches Speichermedium zur digitalen Aufnahme und Wiedergabe von Musik und Sprache.
- Mischpult – Technische Einrichtung (Gerät oder Software) zum Zusammenführen verschiedener Audio-Signale in eine Gruppe, meist in ein Stereosignal.
- Mitkopplung – siehe ↑ Positive Rückkopplung.
- Mitschnitt – wird im Audiobereich die Tonaufzeichnung einer musikalischen Aufführung jeder Art bezeichnet.
- Mitten – werden in der Tonbearbeitung Frequenzen im Bereich zwischen etwa 400 und 4000 Hertz bezeichnet.
- Mittenfrequenz – das geometrische Mittel zwischen der unteren und der oberen ↑ Grenzfrequenz eines Frequenzbands mit einer bestimmten Filterbandbreite.
- MLP – siehe ↑ Meridian Lossless Packing.
- Moden – bezeichnet in der Physik die stationären Eigenschaften stehender Wellen und auch fortlaufender Wellen hinsichtlich ihrer Energieverteilung, in verschiedenen Richtungen.
- Modulation -

1. (Tontechnik) ↑ Audiosignal.
2. (elektronische Musik) Klangveränderung durch ein ↑ Effektgerät.

- Monitoring – die gezielte Beschallung von Künstlern oder Tontechnikern mit spezifischen Monitor-Lautsprechern oder -Systemen.
- Monitor, Monitorlautsprecher – für den jeweils erforderlichen Einsatz speziell konzipierte Kontroll-Lautsprecher. Siehe: Monitoring.
- Monokompatibilität – wird das positive auditive Beurteilen des Klangs einer Musikproduktion bei Monowiedergabe des Stereosignals bezeichnet.
- MP3 – kurz für MPEG-1 oder 2, Audio Layer III – ein Verfahren zur verlustbehafteten Kompression digital gespeicherter Audiodaten.
- MP3-Player – Wiedergabegerät- oder Software für MP3-kodierte, digitale Audiodaten.
- MS-Stereo – siehe ↓ MS-Stereofonie.
- MS-Stereofonie, MS-Stereofoniesystem – ein stereofones Signalkodierungsverfahren. Dabei werden die Stereokanäle nicht nach den herkömmlichen Kanälen Links L und Rechts R, sondern nach Mitte-Kanal M und Seite-Kanal S getrennt.
- Mulm – in der Tontechnik verbreiteter Ausdruck für akustisch dunkel, verschwommen und unklar.
- Multicore – Audiokabel, das mehrere, einzelne Signalleitungen (Adern), die auch als „Kanäle“ oder „Wege“ bezeichnet werden enthält.
- Multimikrofonierung – siehe ↓ Polymikrofonierung
- Musical Instrument Digital Interface (MIDI) – Digitale Schnittstelle für Musikinstrumente – ist ein Industriestandard für den Austausch musikalischer Steuerinformationen zwischen elektronischen Musikinstrumenten.
- Musikalische Akustik – ist ein wissenschaftliches Fach, das sowohl Einzelbereiche der Akustik als auch der Musikwissenschaft umfasst.
- Musikalische Parameter – bezeichnet in der Musik elementare Aspekte wie Tondauer, Tonhöhe und Tonstärke bzw. Lautstärke.
- Musikleistung – ist eine nicht genormte und in der Werbung für Audiogeräte häufig verwendete Leistungsangabe.
- Musikproduktion – ist der Herstellungsprozess eines musikalischen Werkes, das grundsätzlich zur Veröffentlichung bestimmt ist.
- Musiksignal siehe: ↑ Audiosignal.
- Musikübertragung – Oberbegriff für alle Techniken und Verfahren im Zusammenhang mit der Aufnahme- und Tonstudiotechnik.[3]
- Musikwahrnehmung – siehe: Universalien der Musikwahrnehmung.
- Mute, muting- Abschalten eines Audiokanals, ohne sonstige Einstellungen ändern zu müssen.

## N
- NAB-Entzerrung – vgl.: ↑ Entzerrung.
- Nachbearbeitung – siehe: Postproduktion → Postproduktion in der Musik.
- Nachhall – bezeichnet im Unterschied zum Echo kontinuierliche Reflexionen von Schallwellen (Schallreflexionen) im geschlossenen Raum.
- Nachhallzeit – das Zeitintervall, innerhalb dessen der ↓ Schalldruck in einem Raum bei plötzlichem Verstummen der Schallquelle auf den tausendsten Teil seines Schalldruck-Anfangswerts abfällt.
- Nachschwingen – wird die freie Schwingung bezeichnet, die nach dem Ende der äußeren Anregung beim Übergang in die Ruhelage auftritt.
- Näselformant – ein Formant als resonanzartige Hervorhebung von Obertönen im Frequenzbereich zwischen 1500 und 2000 Hertz, der diese Wirkung des Näseleffekts hervorbringt.
- Nahbesprechung, Nahbesprechungseffekt – ist eine Überbetonung (höhere Empfindlichkeit) der tiefen Frequenzen bei ↓ Richtmikrofonen (Druckgradientenmikrofonen) im Nahfeld einer Schallquelle.
- Nahfeld – (siehe Nahfeld und Fernfeld (Akustik)) – bezeichnet den unmittelbaren Bereich um die Schallquelle, das von einem ungleichmäßigen Wechsel zwischen Orten mit konstruktiver und destruktiver Interferenz gekennzeichnet ist.
- negative Rückkopplung – (tech.) auch Gegenkopplung genannt, ist zentrales Element eines Regelkreises: ein Teil der Ausgangsgröße UA wird so auf den Eingang zurückgeführt, dass er dem Eingangssignal UE entgegenwirkt.
- Nennimpedanz – ist die frequenzabhängige Impedanz am Eingang und/oder am Ausgang eines elektrischen Gerätes, die im mittleren Frequenzbereich bei der Frequenz 1 kHz in den technischen Daten im Datenblatt angegeben wird. Ihre Maßeinheit ist das Ohm.
- Nennleistung →

1. Bei Lautsprechern: die maximal zulässige Daueraufnahmeleistung bei Speisung mit einem rosa Rauschen nach DIN 45324.
2. Bei Audioverstärkern: die maximal lieferbare elektrische Leistung in eine definierte Lastimpedanz (üblicherweise 2 … 8 Ohm) bei Speisung mit einem rosa Rauschen nach DIN 45324.

- Neper – Hilfsmaßeinheit zur Kennzeichnung von Pegeln und Maßen.
- Netzbrummen – Schwingungen von 50 bis 60 Hertz, die von Stromleitungen herrühren.
- Netz-Trenntransformator – Netztransformator, der die Netzspannung im Verhältnis 1:1 auf eine Sekundärwicklung überträgt, welche durch eine sogenannte Schutztrennung von der Netzspannung führenden, auf Erdpotential bezogenen Primärwicklung, getrennt ist.
- Nierencharakteristik, Nierenrichtcharakteristik – beschreibt die nierenförmige ↓ Richtcharakteristik eines Mikrofons.
- Noise Gate – ist ein ↑ Effektgerät der Kategorie Dynamikprozessoren und unterdrückt leise Abschnitte in der Signalübertragung.
- Noise Reduction – siehe: Rauschunterdrückungsverfahren.
- Noise Shaping – siehe: Rauschformung.
- Normalisierung – wird der Vorgang bezeichnet, die Amplituden analoger oder digitaler Audiodaten so zu vergrößern (oder zu verkleinern), dass sie innerhalb eines vorgegebenen Bereichs liegen. Siehe auch: Vollaussteuerung.
- Normfrequenzen – sind festgelegte Frequenzen, bei denen Messungen auf den Gebieten der Akustik und Elektroakustik durchgeführt werden sollen.
- NOS-Stereosystem – Das NOS-Stereosystem beschreibt eine besondere Mikrofonanordnung für die Tonaufnahme in Lautsprecherstereofonie.
- Notch-Filter (Kerbfilter) – ein elektronischer ↑ Filter, mit dem Frequenzen innerhalb eines engen Frequenzbereiches ausgefiltert werden können.
- NR – Noise Reduction – Verfahren bei der Übertragung und Speicherung von Sprache und Musik, um unerwünschtes Rauschen zu verringern.
- Nulldurchgang – ist bei der digitalen Bearbeitung von ↑ Audiosignalen, insbesondere beim digitalen Schnitt von großer Bedeutung.
- Nutzschall – oder das Nutzsignal ist das Gegenteil von Störschall bzw. von Störsignal.

## O
- Oberton, Obertöne, Oberwellen – Ein Oberton ist ein Ton, der mit einem Vielfachen der Frequenz eines Grundtons schwingt bzw. mitschwingt. Vgl. Harmonische (physik).
- Öffnungswinkel – siehe: Achsenwinkel zwischen den Mikrofonhauptachsen bei der XY-Koinzidenzmikrofonen.
- Ohmsches Gesetz der Akustik – siehe: ↓ Schallkennimpedanz.
- Ohrabstand – ein Begriff aus der Psychoakustik, der den für die binaurale Tonaufnahme richtigen Abstand der Mikrofone angibt.
- Ohrhörer – siehe: Kopfhörer → Bauformen.
- Ohrsignal – das am Trommelfell erscheinende akustische Signal, das auf seinem Weg vielfachen Änderungen unterworfen war.
- Oktavfilter – eine bestimmte Form eines elektrischen ↑ Filters, dessen ↑ Grenzfrequenz im konstanten Verhältnis von 2:1 stehen.
- One-Point-Stereosystem – Stereoaufnahmesystem für zwei Mikrofone mit Kugelcharakteristik.
- Operationsverstärker (Abk. OP, OPV, OpVer, OV, OpAmp, OA) – ein elektronischer Verstärker, der in nahezu allen Geräten der Ton- und Beschallungstechnik eine große Rolle spielt.
- Orchesterbereich – siehe: Ausdehnungsbereich.
- Ortsbestimmung – siehe: Lokalisation (Akustik).
- ORTF-Stereosystem – eine Anordnung von zwei Mikrofonen für die Tonaufnahme in ↑ Äquivalenzstereofonie zur Lautsprecherstereofonie.
- OSS-Scheibe – siehe: Jecklin-Scheibe.
- Overdrive – siehe ↓ Übersteuern; siehe auch: ↓ Verzerrer.
- Overdub – Aufnahmetechnik, bei der einer bestehenden Aufnahme (Playback) später eine neue Aufnahme hinzu gemischt wird.
- Oversampling (Überabtastung) – liegt vor, wenn ein Signal mit einer höheren ↑ Abtastrate bearbeitet wird, als für die Darstellung der Signalbandbreite benötigt würde.

## P
- PA, PA-Anlage – Beschallungsanlage, welche der Wiedergabe und Verstärkung von Sprache oder Musik dient.
- Packed PCM, PPCM – siehe ↑ Meridian Lossless Packing.
- Pad →

1. ↑ Dämpfungsglied im Kanal-Eingang, mit dem die Empfindlichkeit, meist um −20 dB, herabgesetzt wird.
2. Druckempfindliche Schlag- oder Kontaktfläche bei MIDI-Eingabegeräten (MIDI-Controller), elektronischen Schlagzeugen etc.

- Panoramaregler, Panoramasteller, Panpot – Mit dem Panoramaregler wird die Lautstärkenverteilung eines ↑ Audiosignals auf zwei Kanäle geregelt.
- Parametrisches Filter – Bandfilter, bei dem Frequenz, Güte und Faktor eingestellt werden können.
- Partialton – siehe: ↑ Oberton.
- Patchbay – siehe: ↓ Steckfeld.
- Patchkabel – wird ein kurzes Kabel bezeichnet, das die Verbindung zwischen zwei Geräten oder Buchsen herstellt. Meist in Verbindung mit dem ↓ Steckfeld.
- Peak Music Power Output – siehe: Musikleistung.
- Peakmeter, Peak Program Meter – siehe: ↑ Aussteuerungsmesser.
- Pegel – Logarithmische Größe, in der Akustik versteht man darunter Größen, die als Logarithmus des Verhältnisses zweier Größenwerte gebildet werden.
- Pegeldifferenz, Pegelunterschied, Pegelverhältnis – (in dB) Begriff der Akustik (betreffend Richtungshören) und der Tontechnik (betreffend Hörereignisrichtung);, vgl. dazu: ↑ Laufzeitdifferenz.
- Pegeldifferenz-Stereofonie – siehe: Intensitätsstereofonie.
- Pegelregler, Pegelsteller – synonyme für Lautstärkeregler.
- PFL – siehe: ↓ Pre Fader Listening.
- Phantomschallquelle – ein Begriff aus der Stereofonie – ist eine virtuelle Schallquelle, die vom Hörer zwischen den eigentlichen beiden abstrahlenden Schallquellen, den Lautsprechern, wahrgenommen wird.
- Phantomspeisung, Phantomspannung – Speisespannung, die über die Signalleitungen zugeführt wird.
- Phasengang, Phasenfrequenzgang, Phasenmaß (engl. phase response), wird meistens im Zusammenhang mit dem Amplitudengang oder Amplitudenfrequenzgang betrachtet.
- Phasenindikator – siehe: ↑ Korrelationsgradmesser.
- phasenrichtig – der ”phasenrichtige“ Draht einer symmetrischen Verbindung wird als +Signal (engl. live, hot) bezeichnet.
- Phasenumkehr wird in der Tontechnik zum Beispiel verwendet, um falsch gepolte ↑ Audiosignale in ihrer Phase zu korrigieren.
- Phasenverschiebung – Überlagern sich zwei oder mehrere Schallwellen gleicher Frequenz, resultiert je nach Phasenverschiebungswinkel ein verstärktes oder gedämpftes Signal.
- Phon – (gem. neuer deutscher Rechtschreibung auch Fon) ist die Maßeinheit der psychoakustischen Größe Lautstärkepegel.
- Phonograph – ein Gerät zur akustisch-mechanischen Aufnahme und Wiedergabe von Schall (veraltet).
- Phonographie – siehe: Tonaufnahme.
- Physical Modelling – auch PM-Synthese genannt, ist in der Musik ein Verfahren zur Schallerzeugung oder -veränderung, das physikalische Eigenschaften eines Musikinstruments oder akustischen Geräts in einem mathematischen Modell abbildet.
- Pinch Roller – Rolle, die bei Tonbandmaschinen das Band beim Transport gegen die Capstan-Welle drückt.
- Pitch Shifter, Pitch shifting – ↑ Effektgerät oder Software, die die Tonhöhe verändern kann, ohne Geschwindigkeit oder Dauer zu beeinflussen.
- Plattenspieler – Abspielgerät, das die Rillenauslenkungen auf Schallplatten in elektrische Spannung umsetzt.
- Playback – Abspielen einer Audio-Aufnahme.
- PMPO – siehe: Musikleistung.
- Polardiagramm siehe: ↓ Richtcharakteristik und Polarkoordinaten.
- Polaritätswechsel – siehe: Verpolung – häufig unrichtig „Phasendreher“ – durch Verpolung der beiden symmetrischen Signalleitungen entsteht ein Polaritätswechsel.
- Polsterpfeife – ein physikalisches Modell zur Erklärung von akustischen Schwingungen.
- Polymikrofonierung – bezeichnet eine Mikrofonanordnung bei der ↓ Stereofonie oder beim ↓ Raumklang, unter Verwendung vieler, verteilt platzierter Stützmikrofone, ohne Verwendung von Hauptmikrofonen.
- Poppschutz – Eine Kunststoffmembran, die, zwischen Sänger und Mikrophon positioniert, Plosivlaute abdämpft.
- Positive Rückkopplung – auch Mitkopplung – liegt vor, wenn sich ein Signal oder eine Größe verstärkend auf sich selbst auswirkt.
- Postproduktion – (engl. post production) – umfasst sämtliche Arbeitsschritte der Nachbearbeitung beim Film, Fernsehen, in der Musikproduktion.
- Poti, Potentiometer – elektrischer Dreh- oder Schiebe-Widerstand. „Potis“ kommen in nahezu allen Geräten der Tontechnik zum Einsatz.
- PPM (Peak Program Meter) – siehe: ↑ Aussteuerungsmesser.
- Präemphasis – siehe: Pre-Emphasis.
- Präsenz, Präsenzen – unter Tontechnikern verbreitete Bezeichnung für die hochmittigen Frequenzen um 3 – 5 kHz.
- Präsenzfilter – Filter zur Anhebung oder Senkung des Präsenz-Bereiches.
- Präzedenz-Effekt – ein psychoakustischer Effekt, der besagt: Trifft das gleiche Schallsignal zeitverzögert aus unterschiedlichen Richtungen bei einem Hörer ein, nimmt dieser nur die Richtung des zuerst eintreffenden Schallsignals wahr.
- Pre-Emphasis – Präemphase (Akzentuierung) und Deemphase (Deakzentuierung) – engl. preemphasis and deemphasis – bedeutet die Anhebung der hohen und Absenkung der tiefen Frequenzen während des Aufzeichnens oder Sendens (lineare Vorentzerrung), das dann bei der Wiedergabe bzw. beim Empfang rückgängig gemacht wird; reduziert das Rauschen, das verstärkt bei hohen Frequenzen auftritt.
- Predelay – Die Signalverzögerung vor dem Einsetzen des Hall-Effektes.
- Prefader – pre fader – ein Begriff aus der Tontechnik bzw. Mischpulttechnik, der besagt, dass sich ein Signalabgriff – zum Beispiel ein Aux-Weg – in einem Mischpultkanal vor dem Kanalfader liegt.
- Pre-Fader-Listening – bezeichnet den Vorgang, ein Signal, das durch ein Mischpult läuft, vor dem Regler abzugreifen und auf einen speziellen Abhörweg zu leiten.
- Pressure Zone Microphone – siehe: Grenzflächenmikrofon.
- Pseudoquadrofonie – die scheinbar plastische Wiedergabe einer ursprünglichen Stereoaufnahme.
- Pseudostereofonie – Pseudostereofonie (auch Electronic Stereo) bezeichnet die scheinbar plastische Wiedergabe einer ursprünglichen Monoaufnahme.
- Psychoakustik – ein Teilgebiet der Psychophysik. Sie befasst sich mit der Beschreibung des Zusammenhanges der menschlichen Empfindung von Schall als Hörereignis und mit dessen physikalischen Schallfeldgrößen als Schallereignis.
- Psychoakustisches Modell – siehe: Audiodatenkompression → Psychoakustik.
- Public Address/PA-Anlage – Beschallungsanlage, welche der Wiedergabe und Verstärkung von Sprache oder Musik dient.
- Pumping – bei Kompressoren durch ungünstig eingestellte Attack- und Releasezeiten „pumpenartiger“ Dynamikeffekt.
- PZM – siehe ↑ Grenzflächenmikrofon.

## Q
- Q-Faktor, Q-Wert, Q, auch Gütefaktor, Güte, Kreisgüte, Resonanzschärfe, Schwingkreisgüte, Polgüte →

1. ist elektrotechnisch gesehen ein Maß für die Dämpfung eines schwingfähigen Systems, zum Beispiel eines Filters. Siehe: Gütefaktor.
2. ist bei einem Filter (zum Beispiel beim parametrischen Equalizer) ein Wert, bzw. ein Regler, zur Beeinflussung des zu bearbeitenden Frequenzbands.

- Quadrofonie – Form der Mehrkanalaufzeichnung.
- Quantisierung – nennt man den Vorgang, mit dem zum Beispiel MIDI-Noten auf einen durch das Quantisierungsraster vorgegebenen Zeitpunkt im musikalischen Ablauf verschoben werden.
- Quantisierungsrauschen – bestimmte Störungen bei der Digitalisierung von Analogsignalen.
- Quasispitzenwert – Spitzenwertdetektor zur Messung elektrischer Signale im Frequenzbereich von 9 kHz bis 1 GHz.
- Quellwiderstand – siehe: ↑ Ausgangswiderstand.

## R
- Räumlichkeit, Räumlichkeitseindruck – Komponente des ↓ Raumeindrucks.
- Rauhigkeit – eine psychoakustische Empfindungsgröße, die besonders bei frequenz- und amplitudenmodulierten Schallen wahrgenommen wird.
- Raumakustik – Gebiet der Akustik, das sich mit der Auswirkung der baulichen Gegebenheiten eines Raumes auf die in ihm stattfindenden Schallereignisse beschäftigt.
- Raumeindruck – Bezeichnung für die Hörempfindung einer Schallquelle in einem auf mehreren Seiten geschlossenen Raum.
- Rauminformation – das im Schall enthaltene Abbild des Raumes; siehe: ↓ Raumschall.
- Raumklang – Bezeichnung für einen räumlichen Klangeindruck bei Tonaufnahmen.
- Raummikrofon – siehe: Laufzeitstereofonie.
- Raummode – beschreibt stationäre Eigenschaften stehender Wellen mit einer Eigenfrequenz in geschlossenen Räumen.
- Raumschall – der Schall in einem geschlossenen Raum, der bei seinem Eintreffen am Hörort ↓ Schallreflexionen erfahren hat: (Ggs.: ↑ Direktschall).
- Raumsignal – siehe: ↑ Raumschall.
- Rauschabstand – Der Dynamikunterschied zwischen Nutzsignal und Rauschen; vgl. ↓ Signal-Rausch-Verhältnis.
- Rauschartigkeit – Definiert das Verhältnis der Energie der Nicht-Harmonischen zur Gesamtenergie eines akustischen Signals.
- Rauschen – ein akustischer Klang, siehe: Geräusch, siehe auch: Rauschen (Physik).
- Rauschfaktor – siehe: Rauschzahl.
- Rauschformung – (engl. noise shaping) bezeichnet ein Verfahren zur Verschiebung der Rauschenergie im Frequenzspektrum kommt.
- Rauschgenerator – eine spezielle Form von Signalgenerator.
- Rauschpegel – siehe: Rauschspannung.
- Rauschquelle – Zur Erzeugung von Rauschen dienen verschiedenartige Rauschquellen. Siehe: Rauschgenerator → Rauschquellen.
- Rauschspannung – ist das Widerstandsrauschen (so genanntes weißes Rauschen, engl.: white noise) bei einer bestimmten gemessenen Frequenz-Bandbreite.
- Rauschunterdrückungsverfahren – (engl. Noise Reduction, Noise Cancellation oder Squelch) – sind technische Verfahren bei der Übertragung und Speicherung von Sprache und Musik, die unerwünschtes Rauschen verringern.
- Rauschzahl – Kennzahl für das Rauschen zum Beispiel einer Verstärkerstufe.
- Rechteckschwingung, Rechtecksignal – gehört bei der Klangerzeugung in Synthesizern zu den Grundformen.
- Referenzpegel – siehe: ↑ Bezugspegel.
- Reflexion, hier: Schallreflexion, bezeichnet das Zurückwerfen von Schallwellen an einer Grenzfläche (Wand); siehe auch: Reflexion (Physik).
- Reflexionsarmer Raum – (umgangssprachlich „schalltot“) ist ein spezieller akustischer (Labor-)raum, dessen Raumbegrenzungsflächen nahezu keinen Schall reflektieren.
- Regieraum – siehe: Tonstudio → Regieraum – Von dort aus wird aufgenommenes Tonmaterial über Studiolautsprecher überwacht, beurteilt, ggf. bearbeitet.
- Releasetime, Ausklingzeit siehe: ↑ ADSR.
- Remix – ist eine neue Version eines Musiktitels auf der Basis des Mehrspuroriginals.
- Registerdurchsichtigkeit – die Unterscheidbarkeit gleichzeitig gespielter Musikinstrumente, trotz überlagertem ↑ Raumschall; vgl.: ↓ Zeitdurchsichtigkeit.
- Residualton – Begriff für ein psychoakustisches Phänomen im Zusammenhang mit der Wahrnehmung von Obertönen.
- Resonanz – Akustische Resonanz („Mitschwingen“) spielt bei fast allen Musikinstrumenten eine Rolle.
- Resonanzfrequenz – ist die Frequenz, bei der die Amplitude eines schwingungsfähigen Systems größer ist als bei Anregung durch benachbarte Frequenzen.
- Richtcharakteristik – beschreibt die Abhängigkeit der Empfindlichkeit eines Mikrofons von der Schalleinfallsrichtung oder die Abstrahlrichtung eines Lautsprechers (Abstrahlcharakteristik).
- Richtfaktor, Richtungsfaktor – beschreibt im elektroakustischen System (Aufnahme oder Wiedergabe) die räumliche Empfindlichkeit.
- Richtmikrofon – ein Mikrofontyp, der primär den frontal eintreffenden Schall aufnimmt und dadurch eine ↑ Richtcharakteristik aufweist.
- Richtrohrmikrofon, Richtrohr – auch Interferenzmikrofon – bezeichnet eine Mikrofonbauform hinsichtlich ihrer akustischen Funktionsweise (ausgeprägte Richtwirkung).
- Richtungshören, Richtungslokalisation – siehe: Lokalisation (Akustik).
- Richtungsmischer – siehe: Panoramaregler → Richtungsmischer.
- Richtungsbestimmende Bänder – siehe: Blauertsche Bänder.
- Richtungswahrnehmung – siehe: Lokalisation (Akustik).
- Richtwirkung – liegt vor, wenn die ↑ Richtcharakteristik eines Mikrofons nicht isotrop ist, also die abgestrahlte Leistung bzw. die Empfindlichkeit von der Richtung abhängt.
- Röhrenverstärker – Gerät, bei dem Elektronenröhren zur Verstärkung des elektrischen Signals verwendet werden.
- RMS, Root Mean Square – siehe: Effektivwert.
- rosa Rauschen – synonym für 1/f-Rauschen.
- rotes Rauschen – synonym für 1/f²-Rauschen.
- RT60 – Das Formelzeichen für Nachhallzeit T60, im Englischen meist RT (reverberation time), ist die bekannteste raumakustische Kenngröße.
- Rubenssches Flammenrohr zur Sichtbarmachung ↓ stehender Schallwellen.
- Rückkopplung – siehe: Akustische Rückkopplung.
- Rückwärtsdämpfung – Kennwert bei ↑ Richtmikrofonen.
- Rückwurf – siehe: ↑ Reflexion.
- Ruhehörschwelle – siehe: Hörschwelle.

## S
- SACD – Super Audio Compact Disc – ein Datenträger; physisch eine spezielle Form der DVD.
- Sampler – elektronisches Musikinstrument, das Töne jeglicher Art aufnehmen und auf Tastendruck in verschiedener Tonhöhe wiedergeben kann.
- Samplerate, Samplingrate – siehe: ↑ Abtastrate.
- Sampling – bezeichnet den Vorgang, einen Teil einer Ton- oder Musikaufnahme in einem neuen Kontext zu verwenden.
- Samplingtiefe – auch Bittiefe genannt, gibt die Anzahl der Bits an, die bei der Digitalisierung eines analogen Signals pro Abtastwert (=Sample) verwendet werden.
- Sängerformant – bezeichnet einen Formanten im Frequenzbereich um 3 kHz, der bei der Singstimme ausgebildeter Sänger entsteht.
- Schallabschattung – siehe: Schallschatten.
- Schallabsorption – bezeichnet einen Vorgang der Verminderung der Schallenergie.
- Schallaufzeichnung – siehe: Tonaufnahme.
- Schallausbreitung – bezeichnet die Wellenerscheinung, welche zur Fortpflanzung einer Druckstörung sowie der Übertragung des Schallwechseldrucks in einem Schallfeld führt. Zur Ausbreitung von Schall wird ein elastisches Medium (Luft) benötigt.
- Schallausbreitungsgeschwindigkeit – siehe: Schallschnelle.
- Schallauslenkung – siehe: Auslenkung.
- Schallbeschleunigung – siehe: Schallschnelle.
- Schallbeugung – siehe: Beugung (Physik).
- Schallbrechung – auch Refraktion, ist ein grundlegendes Phänomen bei der gestörten Ausbreitung von Schallwellen.
- Schallbündelung – siehe: Bündelungsgrad.
- Schalldämmung – bezeichnet die Behinderung der Schallausbreitung von Körper- oder Luftschall.
- Schalldämpfung – bezeichnet die Behinderung der Schallausbreitung durch Absorption von Luftschall.
- Schalldichte – siehe: Schallenergiedichte – ein Maß zur Beschreibung der an einem bestimmten Ort des ↓ Schallfelds vorhandenen Schallenergie.
- Schalldiffusität – siehe: Diffusität (Akustik).
- Schalldruck – ist in der Tontechnik und in der Akustik die wichtigste Schallfeldgröße.
- Schalldruckempfänger – siehe: Mikrofon.
- Schalldruckmesser – siehe: Schallpegelmesser.
- Schalldruckpegel – (engl. Sound Pressure Level, oft mit SPL abgekürzt) ist ein logarithmisches Maß zur Beschreibung der Stärke eines Schallereignisses.
- Schalleinfallsrichtung, Schalleinfallswinkel – Begriffe bei der Betrachtung der Einfalls-Richtung eines Schallsignals zum Beispiel auf ein Mikrofon.
- Schallemission – wird in der Akustik die Aussendung von Schall (Schallereignis) von einer Schallquelle bezeichnet.
- Schallenergie – die in einem ↓ Schallfeld oder einem Schallereignis enthaltene Energie.
- Schallereignis – ein physikalisch-akustischer Vorgang, der objektiv, d. h. unabhängig von subjektiven Wahrnehmungen, existiert.
- Schallerzeugung – auch Tonerzeugung oder Klangerzeugung ist die Bezeichnung für den Vorgang mit dem Schallwellen aktiv erzeugt werden.
- Schallfeld – das Gebiet, in dem sich Schallwellen ausbreiten.
- Schallgeschwindigkeit – ist die Ausbreitungsgeschwindigkeit, mit der sich Schallwellen in einem Medium fortpflanzen.
- Schallgröße – siehe: Schallfeldgröße.
- Schallimmission, Schallimmissionspegel – beschreibt die Einwirkung von Schall auf einen Ort.
- Schallkennimpedanz – ist die spezifische Impedanz, die als Wellenwiderstand des Mediums (Luft) bezeichnet wird. Sie ist eine physikalische Größe, die sich über das Verhältnis von ↑ Schalldruck zu Schallschnelle definiert. Die SI-Einheit ist Ns/m³.
- Schallleistung – bezeichnet die pro Zeitspanne von einer Schallquelle abgegebene Schallenergie.
- Schallleistungsgröße – siehe: Schallenergiegröße.
- Schallleistungspegel – siehe: Schallleistung → Schallleistungspegel.
- Schalllokalisation, Schallortung – siehe: Lokalisation (Akustik).
- Schallpegel – ist eine umgangssprachlich verkürzte Bezeichnung für den Pegel einer akustischen Größe.
- Schallpegelmesser – ein Messgerät zur Bestimmung von ↑ Schalldruckpegeln.
- Schallplatte, Schallplattenspieler.
- Schallquelle – In der Tontechnik ist eine Schallquelle ein Klangkörper, wie etwa ein Klavier, ein Drumcomputer oder ein Streichquartett.
- Schallquellenentfernung – siehe: Entfernungshören.
- Schallreflexion, siehe: ↑ Reflexion.
- Schallreproduktion – die Wiedergabe einer Tonaufnahme.
- Schallschatten – entsteht, wenn sich auf dem direkten Schallweg von der Schallquelle zum Mikrofon Hindernisse befinden.
- Schallschnelle – gibt an, mit welcher Wechselgeschwindigkeit die Luftteilchen um ihre Ruhelage schwingen.
- Schallsensor – siehe: Schallwandler – in der Tontechnik: ein Mikrofon.
- Schallspektrum – die grafische Darstellung des Ergebnisses der Zerlegung eines akustischen Signals (Schallvorgang) in die den einzelnen Teilfrequenzen zuzuordnenden Anteile.
- Schallstärke – siehe: Schallintensität – die Schallleistung, die je Flächeneinheit durch eine durchschallte Fläche tritt.
- Schalltoter Raum – siehe: Reflexionsarmer Raum.
- Schallwandler – Oberbegriff für Geräte, die das akustische Signale in elektrische Signale umwandeln (Mikrofone) oder umgekehrt (Lautsprecher).
- Schallwechseldruck – siehe: ↑ Schalldruck.
- Schallwelle – siehe: Schall.
- Schallwellenwiderstand – siehe: ↑ Schallkennimpedanz.
- Schärfe – eine Empfindungsgröße der Psychoakustik, die unabhängig von Tonhöhe, Lautheit und Rauhigkeit bewertet werden kann. Maßeinheit: Acum.
- Schieberegler – siehe ↑ Fader.
- Schluckgrad – siehe: Absorptionsgrad.
- Schmerzgrenze, Schmerzschwelle – bezeichnet in der Akustik und in der Medizin die niedrigste Stärke eines Reizes, der vom Probanden als schmerzhaft empfunden wird.
- Schneidkennlinie – ein Maß für die seitliche Auslenkung einer Schallplattenrille.
- Schnelleempfänger – ein Sensor, der die Schallschnelle, also die Luftpartikelgeschwindigkeit misst. Manchmal werden auch Geschwindigkeitsempfänger als Schnelleempfänger bezeichnet.
- Schnittstelle (Interface) ist der Teil eines Systems, welcher der Kommunikation dient. → Soundkarte.
- Schnittstellendämpfung siehe: Anpassungsdämpfung.
- Schwankungsstärke – eine Messgröße für die subjektiv empfundene Schwankung der Lautstärke.
- Schwebung – die Resultierende der additiven Überlagerung (Superposition) zweier Schwingungen, die sich in ihrer Frequenz nur wenig voneinander unterscheiden.
- Schwingungsmembran – eine „dünne Haut“ oder Folie, die Schwingungen erzeugen oder modifizieren soll.
- Schwingspule – (siehe auch: Spule (Elektrotechnik)) – stellt die Antriebseinheit eines elektrodynamischen Schallwandlers respektive eines dynamischen Lautsprechers dar.
- Schwingung – auch: Oszillationen – werden wiederholte, zeitliche Schwankungen von Zustandsgrößen eines Systems bezeichnet.
- Schwingungsbauch – siehe: ↓ Stehende Welle.
- Schwingungsknoten – siehe: ↓ Stehende Welle.
- Scribble patch – kleine beschreibbare Fläche bei den Mischpultkanälen für Notizen.
- Scrubbing – manuelle Vor- oder Rückwärtsbewegung eine Audioaufnahme zur genauen Positionierung.
- Seitwärtsdämpfung – Gehört zu den Mikrofondaten von ↑ Richtmikrofonen. Die Angabe ist die Dämpfung, die von der Seite des Mikrofons, also aus der 90°-Schalleinfallsrichtung gemessen und in Dezibel (dB) als Schallpegeldämpfung angegeben wird.
- Sequenzer – elektronisches Gerät oder Software zur Aufnahme, Wiedergabe und Bearbeitung von Daten zur Erstellung von Musik.
- Shaping, (Noise Shaping) – siehe: ↑ Rauschformung.
- Shelvingfilter – siehe: ↑ Kuhschwanzfilter.
- Shepard-Skala – oder Shepard-Tonleiter – die Illusion einer unendlich ansteigenden oder abfallenden Tonleiter, die niemals die Grenze des eigenen Hörens übersteigt.
- Side-Chain – die Steuerung eines Kompressors durch ein anderes Audiosignal als das komprimierte.
- Shepardtöne – spezielle harmonisch komplexe Töne.
- Signalgenerator – werden elektronische Geräte oder Baugruppen bezeichnet, die elektrische Spannungen mit einem charakteristischen Zeitverlauf erzeugen; siehe auch: Tongenerator.
- Signal-Rausch-Verhältnis, Signal-Rausch-Abstand, SRV, S/R, SNR, S/N ein Maß für die technische Qualität eines Nutzsignals; (Verhältnis Nutzsignals: Störsignal).
- Signalpegel – siehe: Logarithmische Größe → Pegel
- Signalverzerrung – siehe: ↑ Klirrfaktor.
- Silbenverständlichkeit – grundlegendes Kriterium für die Hörsamkeit von Sprachräumen, wie etwa Vortragssälen, Konferenzräumen oder Klassenzimmern in Schulen.
- Singformant – siehe: ↑ Sängerformant.
- Sinuston – wird ein hörbarer Ton genannt, wenn die ihn erzeugende Schwingung mathematisch (außer an ihrem Beginn und Ende) durch eine Sinus- oder Kosinus-Funktion beschrieben werden kann.
- Signal – siehe: ↑ Audiosignal.
- Signalübertragung – Übertragung von ↑ Audiosignalen – vgl. ↑ Musikübertragung – Oberbegriff für alle Techniken und Verfahren im Zusammenhang mit der Aufnahme- und Tonstudiotechnik.
- SMPTE-Timecode – ein von der Society of Motion Picture and Television Engineers (SMPTE) eingeführter Timecode im Fernseh-, Hörfunk- und Studiobereich, der Geräte unterschiedlicher Hersteller und beliebiger Video- und Audiotechniken miteinander synchronisiert.
- SNR – siehe: ↑ Signal-Rausch-Verhältnis.
- Sone – Das Sone [soʊn] ist die psychoakustische Maßeinheit für die subjektive Lautheit N eines Schallereignisses.
- Sonifikation – („Verklanglichung“) ist die Darstellung von Daten in nichtsprachlichen Klangereignissen.
- Sounddesign – siehe: Tongestaltung.
- Sound Pressure Level, SPL – siehe: ↑ Schalldruckpegel.
- Soundscape – Klanglandschaft – ist ein englisches Kunstwort, zusammengesetzt aus den Begriffen Sound und Landscape.
- Sound Studies bezeichnet das interdisziplinäre Forschungsfeld der Klangforschung.
- Soundeffekt – ein natürlich oder künstlich erschaffenes bzw. technisch verändertes akustisches Signal, das dem Zuhörer eine veränderte Realität suggerieren soll.
- Soundtrack – bezeichnet wörtlich die Tonspur eines Films. Heute versteht man darunter meist nur noch die einem konkreten Film oder Computerspiel unterlegte Musik (vgl. Filmmusik).
- Speech Transmission Index – STI – ist ein Maß für die Sprachübertragungsqualität einer Übertragungsstrecke vom Sprecher zum Zuhörer. Als Übertragungsstrecke wird dabei eine akustische oder elektro-akustische Sprachsignal-Übertragung verstanden. Die Maßzahl STI beschreibt die zu erwartenden Sprachverständlichkeit beim Zuhörer.
- Spannungsanpassung – Bei der Ton- und HiFi-Technik erfolgt die Verbindung von Geräten immer über Spannungsanpassung. Entscheidend für die Anpassung ist das Verhältnis von Ausgangsimpedanz Zi (auch: Innenwiderstand Ri oder Quellwiderstand) zur Eingangsimpedanz Za (auch: Außenwiderstand Ra oder Eingangswiderstand) der folgenden Stufe. Dabei ist Zi wesentlich kleiner als Za, also Zi << Za, weil dann eine Änderung von Za die Ausgangsspannung U am Verbindungspunkt kaum ändert. Siehe: Spannungsanpassung → Tontechnik – Anpassung von Mikrofonen und Lautsprechern. Siehe auch: Anpassung (Elektrotechnik).
- S/PDIF, Sony/Philips Digital Interface – eine Schnittstellen-Spezifikation für die Übertragung digitaler ↑ Audiosignale zwischen verschiedenen Geräten.
- Spektraldifferenz – Begriff aus der Akustik, betrifft das menschliche Richtungshören.
- Spektrumanalysator – vergleichbar mit dem Oszilloskop, im Gegensatz zu diesem stellt er Signale nicht im Zeitbereich, sondern im Frequenzbereich dar.
- Spezifische akustische Impedanz – siehe: ↑ Schallkennimpedanz.
- Spitzenpegel, Spitzenspannung – siehe: Scheitelwert.
- Spitzenwertmesser – siehe: ↑ Aussteuerungsmesser.
- SPL – Sound Pressure Level – siehe: ↑ Schalldruckpegel.
- Splitbox – wird immer dann eingesetzt, wenn Audiosignale verteilt und mehrfach genutzt werden.
- Sprachrohr – siehe ↑ Flüstertüte.
- Sprachverständlichkeit – siehe Erläuterungen zu ↑ Speech Transmission Index.
- Sprachverständlichkeitstest – eine Untersuchung, bei der die Fähigkeit einer Person, Sprache zu hören und zu verstehen festgestellt werden kann.
- Sprechkopf – (SK) – siehe: ↑ Aufnahmekopf
- Stagebox – Kasten mit Steckbuchsen (üblicherweise XLR), der auf der Bühnenseite des Multicores einer Beschallungsanlage montiert ist.
- Stammton – heißen im deutschen Sprachraum C, D, E, F, G, A und H.
- Stapediusreflex – bezeichnet den Reaktionsmechanismus des Gehörs, der das Innenohr vor Schäden durch lauten Schalldruckpegel schützt.
- Statistischer Richtfaktor – eine der Größen zur Beschreibung der ↑ Richtcharakteristik einer Schallquelle.
- Statistisches Schallfeld – synonym für ↑ Diffusfeld.
- Steckerbelegung – bei den unterschiedlichen, im Audiobereich benutzten Verbindungs-Steckern sind – jeweils nach Art der Verbindung – die Pole der Stecker richtig zu belegen.
- Steckfeld – auch: Patchbay – ist eine technische Einrichtung zur Vereinfachung von Verkabelungen, an dem mehrere Geräte angeschlossen sind, deren Verbindungen komfortabel mittels kurzer Patchkabel über an der Frontseite angebrachte Buchsen hergestellt und verändert werden können.
- Steckverbinder – vgl. zum Beispiel: XLR, Cinch, Klinkenstecker; siehe auch: Kategorie:Steckverbinder.
- Stehende Welle – Überlagerung zweier gegenläufig fortschreitender Wellen gleicher Frequenz und gleicher Amplitude; spielen eine übergeordnete Rolle beim Akustikbau und bei der Studio-Raum-Konzeption.
- Stereoanlage – bezeichnet Geräte zur Musikbeschallung im Privatbereich (Heimtechnik).
- Stereoaufnahme – siehe: Tonaufnahme → Stereoaufnahmen.
- Stereoaufnahmebereich – siehe ↑ Aufnahmebereich.
- Stereobasis, Stereocenter – ist bei der Stereowiedergabe die Lautsprecherbasis, also die Abbildungsbreite zwischen zwei Lautsprechern.
- Stereodreieck – ist ein Begriff aus der Stereowiedergabetechnik und behandelt die Lautsprecher-Aufstellung.
- Stereofonie – Bezeichnung für Techniken, die mit Hilfe von zwei oder mehr Schallquellen durch ↑ Pegeldifferenzen Δ L oder ↑ Laufzeitdifferenzen Δ t der Lautsprechersignale einen räumlichen Schalleindruck beim natürlichen Hören erzeugen.
- Stereolokalisation, siehe: Abbildungsbreite, auch: Lokalisation (Akustik).
- Stereomikrofon, siehe: Koinzidenzmikrofon.
- Stereomitte – Begriff aus der ↑ Stereofonie.
- Stereosichtgerät (Goniometer) – ein Display, das die Beziehung der beiden Kanäle eines stereofonen Audioprogramms anzeigt.
- Störabstand – siehe: ↑ Signal-Rausch-Verhältnis.
- Störgeräusch – Geräusche mit negativer Geräuschqualität, das heißt, das Schallereignis führt zu einem Hörereignis, das als unangenehm, lästig, störend, negative Assoziationen auslösend oder als nicht zum Produkt passend empfunden wird.
- Störschall – Störschall ist die Bezeichnung für ein Geräusch, das eine gewollte Schallaufnahme oder die Wahrnehmung eines Schallereignisses, zum Beispiel eines Musikvortrags, stört.
- Straus-Paket – eine in der Tontechnik bei der Schallaufnahme bekannte Doppel-Mikrofonkombination.
- Studioanpassung – ein Sammelbegriff für notwendige Anpassungen von Impedanzen und ↑ Bezugspegel verschiedener, miteinander zu verbindenden tontechnischer Komponenten;[2] siehe auch: Anpassung (Elektrotechnik).
- Studiopegel – siehe: ↑ Bezugspegel.
- Studiotechnik – konkretisiert den Begriff Tontechnik in Bezug auf die Verwendung im Tonstudio.
- Stützmikrofon – Stützmikrofone werden zur Verbesserung von Tonaufnahmen in Stereofonie eingesetzt.
- Subbass – tiefster Frequenzbereich innerhalb des Basses, der von etwa 60 Hz bis hin zu etwa 20 Hz reicht.
- Subgruppe – Sektion des ↑ Mischpults, auf der unabhängig vom Master-Bereich Einzelspuren summiert werden können. Siehe: Mischpult → Funktionsgruppen.
- Subtraktive Synthese – eine Methode der synthetischen Klangerzeugung; wird zum Beispiel in Synthesizern eingesetzt.
- Subwoofer – eine spezielle Lautsprecherbox, die von ihrer Konstruktion her für die alleinige Wiedergabe tieffrequenter Schallwellen (Bass) konzipiert ist.
- Summenausgang – siehe: Mischpult → Funktionsgruppen.
- Summenlokalisation – eine bestimmte Form der Lokalisation von Hörereignissen, die grundlegend für die stereofone Stereo-Lautsprecherwiedergabe ist.
- Super Audio CD – siehe ↑ Super Audio Compact Disc.
- Superniere – spezielle ↑ Richtcharakteristik von Mikrofonen.
- Surround-Sound 5.1 – siehe ↑ 5.1.
- Sustain →

1. (Akustik) bestimmte Aspekte des Klangverhaltens von Klangerzeugern.
2. (Elektronische Musik) die dritte Phase der (siehe: ↑ ADSR) Hüllkurve.

- Sweet Spot – der optimale Hörort, die Hörposition des sogenannten Stereodreiecks.
- Symmetrierung – Umwandlung eines asymmetrischen in ein symmetrisches Audiosignal, zum Beispiel mittels Übertrager. Vgl.: ↓Symmetrische Signalübertragung.
- Symmetrische Signalübertragung.

## T
- Taktkopf – wird der analoge ↑ Aufnahmekopf (Sprechkopf SK) genannt, wenn er vorübergehend als Wiedergabekopf (Hörkopf) verwendet wird.
- Talkback – Damit kann vom Mischpult aus mit einem Mikrofon in die Monitore gesprochen werden, mit Absenkung des eigentlichen Signals.
- Tauchspule – in einem stationären Magnetfeld federnd aufgehängte (Magnet-)Spule, die bei Stromdurchfluss durch die Lorentzkraft ausgelenkt wird.
- Tauchspulmikrofon – siehe: Dynamisches_Mikrofon → Tauchspulenmikrofon.
- Teilton – siehe: ↑ Oberton.
- Teiltonreihe siehe: Oberton → Die Obertonreihe.
- Threshold – bei einem Kompressor oder Limiter der Einsatzpunkt der Kompression
- THD, Total Harmonic Distortion – eine Angabe, um die Größe der Anteile, die durch nichtlineare Verzerrungen eines akustischen Signals entstehen, zu quantifizieren.
- Tiefenstaffelung – eine Illusion bei der Stereo-Tonaufnahme (Stereomix), die auf dem Entfernungshören basiert.
- Tiefpass-Filter – ↑ Filter, die Signalanteile mit Frequenzen unterhalb ihrer ↑ Grenzfrequenz (fast) ungeschwächt passieren lassen, Anteile mit höheren Frequenzen dagegen abschwächen.
- Tieftöner – siehe: Subwoofer.
- Timbre – einer der Parameter des einzelnen Tons; wird bestimmt durch sein Schallspektrum sowie den zeitlichen Verlauf des Frequenzspektrums und der Lautstärke.
- Timecode – vgl.: MIDI Timecode, SMPTE-Timecode, ↓ Wordclock, Timecode (Video).
- Time-Stretching – beschreibt das Ändern der Wiedergabegeschwindigkeit von vorhandenem Audiomaterial, ohne dabei die Tonhöhe zu verändern.
- Ton – Klangereignis, dem das menschliche Gehör eine mehr oder weniger exakte Tonhöhe zuordnen kann.
- Tonabnehmer, Tonabnehmersystem – elektroakustischer Wandler, der mechanische Schwingungen oder einer Nadel in einer Schallplattenrille in eine elektrische Spannung (↑ Audiosignal) wandelt.
- Tonaderspeisung – dient zur Spannungsversorgung von Kondensatormikrofonen.
- Tonaudiogramm – beschreibt das subjektive Hörvermögen für Töne, also die frequenzabhängige Hörempfindlichkeit eines Menschen.
- Tonaufnahme – bezeichnet die Aufzeichnung und Wiedergabe von Schall, also von Geräuschen, Tönen, Musik und Sprache, mit Audiorekordern.
- Tonaufnahmetechnik – synonym für Tontechnik.
- Tonaufzeichnung – siehe: Tonaufnahme.
- Tonband – (Magnettonband) ist ein Stahl-, Papier- oder Kunststoffband, das mit magnetischen Stoffen beschichtet ist; als magnetisches Speichermedium für ↑ Audiosignale.
- Tonblende – siehe: Klangregler.
- Tondauer – einer der musikalischen Parameter, die sich auf den einzelnen Ton oder Klang beziehen und gibt dessen Zeitintervall an.
- Tonerzeugung – siehe: Schallerzeugung.
- Tonfrequenzgenerator – siehe Tongenerator.
- Tongemisch – Begriff aus der elektronischen Musik; bezeichnet Schall, der aus mehreren Teiltönen zusammengesetzt ist.
- Tongenerator – Gerät, welches ein elektrisches Signal im für den Menschen hörbaren Frequenzbereich erzeugt.
- Tongestaltung (engl. sound design) ist die kreative Arbeit mit Klängen und Geräuschen.
- Tonhaltigkeit – liegt dann vor, wenn Einzeltöne innerhalb eines Geräusches zu hören sind.
- Tonheit – siehe: Mel – Das Mel ist die Maßeinheit für die psychoakustische Größe Tonheit.
- Tonhöhe – Für den Begriff der Tonhöhe (englischer Fachbegriff: pitch) existieren unterschiedliche Definitionen.
- Tonhöhenänderung – Änderung der Tonhöhe, zum Beispiel mittels Digital Audio Workstation. Bei akustischen Musikinstrumenten bezeichnet Glissando eine gleitende Veränderung der Tonhöhe.
- Tonhöhenempfindung, Tonhöhenwahrnehmung – siehe: Tonhöhe.
- Toningenieur – (engl. Sound Engineer, Audio Engineer) ist ein technischer Beruf in den Bereichen Tontechnik, Studio- und Aufnahmetechnik, Signalverarbeitung, Akustik und Computermusik.
- Tonkopf – Oberbegriff für die der Tonaufzeichnung bzw. Tonwiedergabe dienenden Sprech-, Hör bzw. Kombiköpfe von Tonbandgeräten, Videorecordern und Filmprojektoren.
- Tonkutscher ugs. für Tonmeister.
- Tonmeister – Beruf im Spannungsfeld zwischen Kunst und Technik. Die Haupttätigkeit entspricht der eines Aufnahmeleiters.
- Tonregie, Tonregieraum – siehe: Tonstudio.
- Tonsignal – siehe: ↑ Audiosignal.
- Tonspur – bei Analogaufnahmen der einen bestimmten Anteil der gesamten Breite eines Tonbands einnehmende Aufnahmestreifen.
- Tonstudio – eine Einrichtung zur Aufnahme und Bearbeitung von Schallereignissen.
- Tonstudiotechnik – siehe: Tonstudio, auch: Tontechnik.
- Tontechnik – Oberbegriff für technische Geräte, die der Umwandlung, Bearbeitung, Aufzeichnung (Speicherung) und Wiedergabe von akustischen Ereignissen (Schall) dienen.
- Tontechniker – bediente im ursprünglichen Berufsbild technische Einrichtungen, die zur Schallaufzeichnung, -bearbeitung und -wiedergabe (Tontechnik) dienen.
- Tonträger – Überbegriff für technische Medien zur Speicherung und Übertragung akustischer Signale, insbesondere von Musik und Sprache.
- Total Harmonic Distortion – siehe: THD.
- Trading – das gegeneinander Aufwiegen unterschiedlicher Wahrnehmungseffekte beim Hören.
- Transienten – mit Transienten wird ein sehr schneller, impulshafter, elektrischer oder akustischer Einschwingvorgang bezeichnet.
- Transientendesigner – Geräte, die die gezielte Bearbeitung der Transienten eines ↑ Audiosignals erlauben.
- Transparenz – ein Ausdruck, unter dem man bei musikalischen Schalldarbietungen in geschlossenen Räumen die Unterscheidbarkeit zeitlich aufeinanderfolgender Töne als ↓ Zeitdurchsichtigkeit und gleichzeitig gespielter Instrumente als ↑ Registerdurchsichtigkeit trotz überlagertem ↑ Raumschall versteht.
- Treble – Ein Klangregler für hohe Frequenzen.
- Tremolo – bezeichnet eine elektronisch oder mechanisch erzeugte periodische Lautstärkeänderung.
- Trennkörper – Ein Trennkörper spielt eine Rolle in der Stereo-Aufnahmetechnik bei Hauptmikrofonaufnahmen durch Mikrofone mit Kugelcharakteristik.
- Trigger – das Auslösen einer Veränderung eines bestehenden Signales und auch das Auslösen eines neuen Signales.
- Trittschall – ein Schall, der durch die Bewegung von Menschen auf einem Fußboden entsteht.
- Trittschallfilter – siehe: Hochpass.
- Trittschalldämmung – Schalldämmung von Trittschall.
- Tuchelstecker – umgangssprachliche Bezeichnung für verschraubbare DIN-Stecker, bekannt als „Kleintuchel“ und „Großtuchel“.
- Tweeter – ein Lautsprecher für hohe Frequenzen.

## U
- Überbasis, Überbasisbereich – Begriff im Zusammenhang mit der M/S-Signalverarbeitung; vgl.: Panoramaregler → Richtungsmischer.
- Überblender – siehe: ↑ Crossfader.
- Übergangsfrequenz – siehe: ↑ Grenzfrequenz.
- Übersprechdämpfung – siehe: Übersprechen → Elektrisches Übersprechen.
- Übersprechen →

1. Elektrisches Übersprechen (engl.: cross talk, XT) unerwünschte gegenseitige Beeinflussung eigentlich unabhängiger Signalkanäle (auch bei Geräten der Unterhaltungselektronik).
2. Akustisches Übersprechen – Musikinstrumente sprechen akustisch über, wie zum Beispiel bei der Schlagzeug-Aufnahme, die Hi-Hat auf das Snare-Mikrofon.

- Übersteuern, Übersteuerung – Beaufschlagen von signalverarbeitenden Einheiten mit Eingangssignalen außerhalb des erlaubten Eingangsbereiches. Siehe auch: ↓ Verzerrer.
- Übersteuerungsreserve – bezeichnet einen Dynamikbereich des Übertragungskanals, der in der Regel ungenutzt bleibt.
- Übertrager – wird ein Transformator genannt, der zur Informationsübertragung von Analogsignalen oder Digitalsignalen dient
- Übertragungsbereich ist derjenige Frequenzbereich, für den ein Gerät ausgelegt ist.
- Übertragungsfaktor – die Empfindlichkeit (engl.: Sensitivity), mit welcher der ↑ Schalldruck von Mikrofonen in elektrische Signalspannung gewandelt wird.
- Übertragungsmedium – eine Technologie zur Übermittlung optischer oder akustischer Signale über Distanzen.
- Übertragungsrate – siehe: Datenübertragungsrate.
- Unbehaglichkeitsschwelle, Unwohlseinsschwelle – bezeichnet denjenigen ↑ Schalldruck eines akustischen Signals, ab dem es beim Hören als unangenehm laut empfunden wird.
- Universalien der Musikwahrnehmung – sind die Elemente der Musikwahrnehmung und -verarbeitung, die als angeboren, das heißt kulturunabhängig betrachtet werden.
- Umgebungslärm – Unter dem Begriff Umgebungslärm sollen die Lärmeinwirkungen der Schallquellen Straßenverkehr, Schienenverkehr, Flugverkehr sowie Industrie zusammen betrachtet werden.

## V
- VBAP – Vector Base Amplitude Panning – ist eine Methode zur Positionierung von virtuellen Schallquellen.
- VCA – Voltage Controlled Amplifier – spannungsgesteuerter Verstärker.
- VCF – Voltage Controlled Filter – spannungsgesteuerter ↑ Filter.
- VCO – Voltage Controlled Oscillator – spannungsgesteuerter Oszillator.
- Verdeckung, Verdeckungseffekt- siehe ↑ Maskierungseffekt.
- Verpolung – In der Tontechnik wird häufig anstatt von Verpolung unrichtig vom „Phasendreher“ gesprochen.
- Versatzwinkel – auch Achsenwinkel, kommt aus der X/Y-Stereofonieaufnahmetechnik (Intensitätsstereofonie).
- Verständlichkeitsgrad umgangssprachlicher Ausdruck für Hörsamkeit bzw. Deutlichkeit (Akustik).
- Verstärker – ist eine elektrotechnische Baugruppe, welche ein Analogsignal so verarbeitet, dass die Ausgangsgröße größer wird als die Eingangsgröße. Vgl.: ↑ Audioverstärker.
- Verstärkungsmaß – siehe: Verstärkung (Physik).
- Verzerrer – elektronisches ↑ Effektgerät, das ein ↑ Audiosignal so verändert, dass es zu nichtlinearen Verzerrungen (engl.: Distortion) des Signales kommt.
- Verzerrung – nichtlineare Verzerrung.
- Verzerrungsmaß – Nenngröße in der Rate-Distortion-Theorie.
- Verzögerungszeit – vgl. auch: Anfangszeitlücke, Delay (Musik), Laufzeitverzögerung.
- Vibrato – ist in der Musik die periodisch wiederkehrende, geringfügige Veränderung der Frequenz eines gehaltenen Tons.
- Videosignal – siehe: ↑ Fernsehsignal.
- Vocals – ugs. kurz für Gesang oder Gesangsspuren.
- voice coil – siehe: ↑ Schwingspule.
- Vokal – (vokal – die Stimme betreffend) – Vokalmusik ist Musik, die mit der menschlichen Stimme ausgeführt wird
- Vollaussteuerung – Begriff der Studiotechnik. Rein technisch gesehen kann Vollaussteuerung als das Erreichen des größten unverzerrt übertragbaren Pegels definiert werden.
- Voltage Controlled Amplifier – spannungsgesteuerter Verstärker.
- Vorhören – siehe: Pre-Fader-Listening.
- Vorspannung – siehe: Bias (Elektronik).
- Vorverstärker – (engl.: PreAmp, preamplifier, auch Vorstufe) ist ein Verstärker, der die Aufgabe hat, (unterschiedliche) Eingangssignale, so anzupassen, dass der eigentliche Verstärker in seinem optimalen Arbeitsbereich arbeitet.
- Vorverzögerung, engl.: Predelay – vgl. Anfangszeitlücke, Delay (Musik), Laufzeitverzögerung.
- VU-Meter – ist ein ↑ Aussteuerungsmesser, also ein Messinstrument zur Beurteilung der Aussteuerung in der Tontechnik.

## W
- Wahrnehmbarkeitsschwelle – siehe: Hörschwelle.
- Wah-Wah – ein elektronisches ↑ Effektgerät, das vorwiegend zur Beeinflussung des Klangs einer E-Gitarre zum Einsatz kommt.
- Wall of Sound – wird in der Musikproduktion die von Produzent Phil Spector kreierte Popmusik bezeichnet (hohe Sounddichte, intensiver Einsatz von Audioeffekten).
- Wandler umgs. kurz für DA-Wandler und AD-Wandler.
- Wasserschall – ist Schall, der im Wasser übertragen wird. Das zugehörige Fachgebiet der Akustik ist die Hydroakustik.
- Wavetable-Synthese – bezeichnet man eine vereinfacht realisierte Form der Erzeugung von akustischen Tönen.
- Weber-Fechner-Gesetz – besagt, dass sich die subjektiv empfundene Stärke von Sinneseindrücken proportional zum Logarithmus der objektiven Intensität des physikalischen Reizes verhält.
- Wechseldruck – siehe: ↑ Schalldruck.
- weißes Rauschen – Rauschen mit konstanter Leistung pro Bandbreiteneinheit, theoretisch von 0 Hz (Gleichspannung) bis zu unendlich hohen Frequenzen; In der Praxis bandbegrenzt.
- Wellenbauch – siehe: ↑ Stehende Welle.
- Wellenberg – siehe: ↑ Stehende Welle.
- Wellenfeldsynthese – ist ein räumliches Audiowiedergabeverfahren mit dem Ziel, virtuelle akustische Umgebungen zu schaffen.
- Wellenfront – eine Fläche, auf der alle Punkte die gleiche Laufzeit zu einem Sender, zum Beispiel einer Schallquelle, besitzen.
- Wellengeschwindigkeit – Bezeichnung für die Bewegungsgeschwindigkeit einer Welle in der Physik. Vgl.: Schallschnelle, Schallgeschwindigkeit.
- Wellenknoten – siehe: ↑ Stehende Welle.
- Wellenlänge – Das menschliche Ohr ist in einem Wellenlängenbereich von maximal etwa 17 mm bis 21 m empfindlich (das entspricht Frequenzen von ca. 16 bis 20 000 Hertz).
- Wellenschatten – siehe: Schallschatten.
- WFS siehe: ↑ Wellenfeldsynthese.
- Wickelkern – im professionellen Bereich wird ein Tonband nicht auf einer Spule, sondern auf einem Wickelkern (Bobby) aufgespult.
- Wiedergabekopf – (auch Hörkopf) ist ein Magnetkopf und Bauteil eines Tonbandgerätes.
- WiSA-Technologie – Verlustfreie Audio Übertragung der Wireless Speaker and Audio Association (WiSA), als einer der ersten implementiert von und vermarktet von Bang & Olufsen.
- Windschutz – (auch: Popschutz) wirkt gegen tieffrequente Schallanteile verwirbelnder Luftbewegungen (Wind) sowie der menschlichen Aussprache.
- Wohltemperierte Stimmung – unter der Sammelbezeichnung führte Andreas Werckmeister ab 1681 eine Reihe von Stimmungen auf Tasteninstrumenten ein, welche die mitteltönigen Stimmungen so erweiterten, dass die Tonarten des gesamten Quintenzirkels spielbar wurden.
- Wordclock – Basistakt in der digitalen Audiotechnik.

## X
- XLR – Industriestandard für elektrische Steckverbindungen in der professionellen Beschallungs- und Tonstudio-Technik
- XY-Mikrofonverfahren – siehe: Intensitätsstereofonie
- XY-Stereofonie – siehe: Intensitätsstereofonie
- XY-Stereosystem, XY-Stereofoniesystem – ein Stereo-Mikrofonierungsverfahren für die Lautsprecherstereofonie

## Z
- Zeitbewertung – Bei der Zeitbewertung wird der Zeitverlauf eines gemessenen ↑ Schalldruckpegels mit einer bestimmten Zeitkonstanten gefiltert.
- Zeitdurchsichtigkeit – die Unterscheidbarkeit zeitlich aufeinander folgender Signalanteile, trotz überlagertem ↑ Raumschall; vgl.: ↑ Registerdurchsichtigkeit
- Zeitcode – vgl.: MIDI Timecode, SMPTE-Timecode, ↑ Wordclock, Timecode (Video)
- Zeitverzögerung – vgl. Anfangszeitlücke, Delay (Musik), Laufzeitverzögerung
- Zimmerlautstärke – unpräzise definierter Begriff für Geräuschpegel, die auf das Zimmer begrenzt bleiben, in dem die Geräusch-Quelle liegt
- Zischlaut – spielt eine besondere Rolle bei ↑ Vocal-Aufnahmen; bezeichnet in der Phonetik einen Laut, der mit einem hörbaren Pfeifen oder Zischen einhergeht